# JR九州783系電車
783系電車（783けいでんしゃ）は、九州旅客鉄道（JR九州）の交流特急形電車。「ハイパーサルーン」の愛称を持つ。1988年（昭和63年）3月13日に営業運転を開始した。

## 概要
九州島内特急列車の増発および競争力強化を目的に設計・開発された、JRグループ初の新型車両である。1988年から1991年までの間に計90両が製造され、メーカーは日立製作所、近畿車輛のほか、JR九州小倉工場でのノックダウン生産も行われた。
車両自体の開発計画は日本国有鉄道（国鉄）時代末期の1986年（昭和61年）夏にまで遡り、設計には国鉄末期に開発された新しい技術を多く取り入れている。485系と比べると居住性は大幅に改善され、また130 km/h運転を前提として設計されたのも特徴である。
本形式の内外装のデザインはJR西日本や近畿日本鉄道などの車両デザインを担当した南井健治が手掛けている。「鉄道友の会」主催の第29回の審査で（1989年）ローレル賞を受賞した。

### 登場の経緯
本系列の開発当時、都市が点在している九州地方では高速道路網の整備が急速に進行していた。こうした背景から競合他交通機関（自家用車や高速バスなど）も発展を続けており、十分に競争力を持つ特急車両が必要であった。しかしJR九州が国鉄から承継した485系は、車齢こそ最大20年程度であるもののサービス水準が低く、また今後の速度向上も望めなかった。そこで新しい設計思想を取り入れた車両として開発されたのが本系列である。

### 形式・愛称について
車両形式は国鉄からJR九州となったことを機会に、国鉄形式にとらわれない新しい形式とすることも検討されたが、かえって分かりづらくなることや従来形式の変更を避けるため、北海道用の781系に続く交流特急形電車として「783系」に決定した。
愛称は民営化したJR九州をイメージづける重要なもので、その選定は非常に難航した。候補として
- IC9またはICQ（Inter City「九」州の意味） - 過去に放送されたニュース番組に似ている
- ペガサス ⁻ 最後まで候補に残る
- SR783（Super Rapid 783） - 重厚感に不足する
- Silver Streak（車体の銀を表す） - Silverの語感が良くない
- シグマ783（Σ ≒ S、Superの意味）- 三菱自動車工業シグマのイメージがある

があり、特に社内では邪馬台国の女王卑弥呼に由来する IC783 - ヒミコ または IC783 - HIMIKO が有力な候補となっていた。しかし、奇抜すぎるなどの意見もあり、最終的には従来からのイメージを大きく変えることから「超えた」を意味する「Hyper」（ハイパー）に、客室のデラックス性を表した「Saloon」（サルーン）を組み合わせた「ハイパーサルーン」に決定した。

## 車両概説

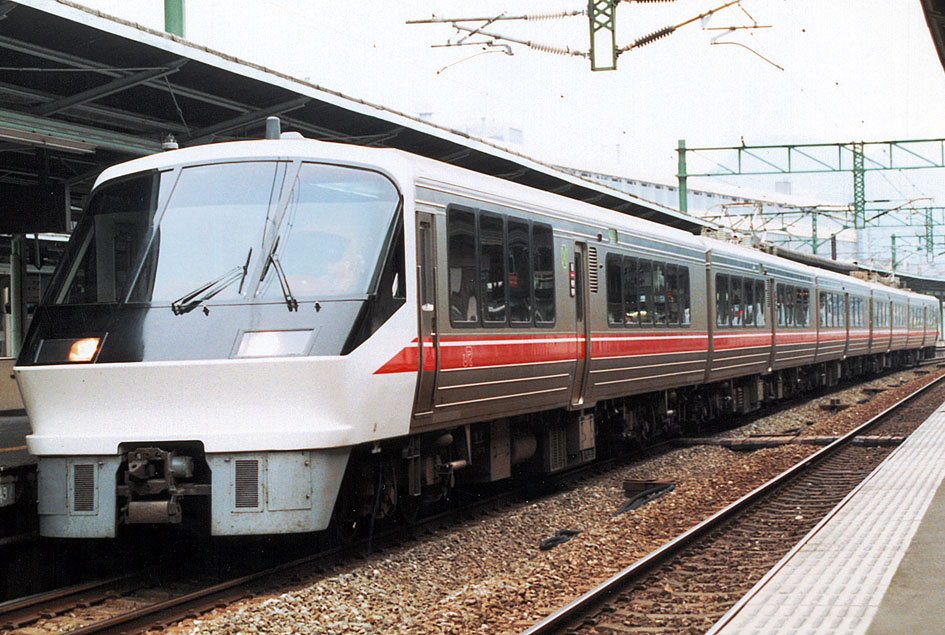
「有明」導入当初の783系

この節では、製造時の構成について述べる。

### 車体
車体製造には、軽量なステンレス車体が採用された。乗降扉とデッキを車体中央部に配し、各車両の客室を前後に分割しているところが、一般的には車端部に乗降扉を設ける他の特急形車両と大きく異なっている。客室側窓の上下寸法は従来の485系に比べてグリーン車は70 %、普通車は35 %拡大されており、客室からの展望に配慮された。先頭車の前頭部は普通鋼製で、大型の前面窓には50度の傾斜角がつけられ、客室からの前面展望を可能とするため、運転台と客室との間の仕切り壁を低くするとともに、客室の腰掛部分の床面を通路より200 mm高くしている。前照灯は従来どおりのシールドビームだが、尾灯にはLEDが採用された。
車体断面は、211系等のステンレス製近郊形電車と同一とされ、全員着席を前提として車体断面を縮小した従来の一般的な特急形車両と比べて、車内空間が大きくなっている。
車体色はステンレス部分は無塗装で、側面窓下に赤色と白色の帯が入っている。普通鋼製の先頭車前頭部は白色に塗装されているが、クモハ783形は先頭部正面まで帯が回り込んでいるのに対し、クロ782形およびクロハ782形では側面の運転席下部で帯が途切れており、正面までは回り込んでいない。また、「かもめ」用として製造されたグループの先頭車（クモハ783-10・14、クロ782-5・8で、4両とも日立製作所製）は、前頭部から乗降扉までの帯色が水色になっている。また側面窓の間柱は黒く塗装されており、連続窓風の外観としている。

### 接客設備

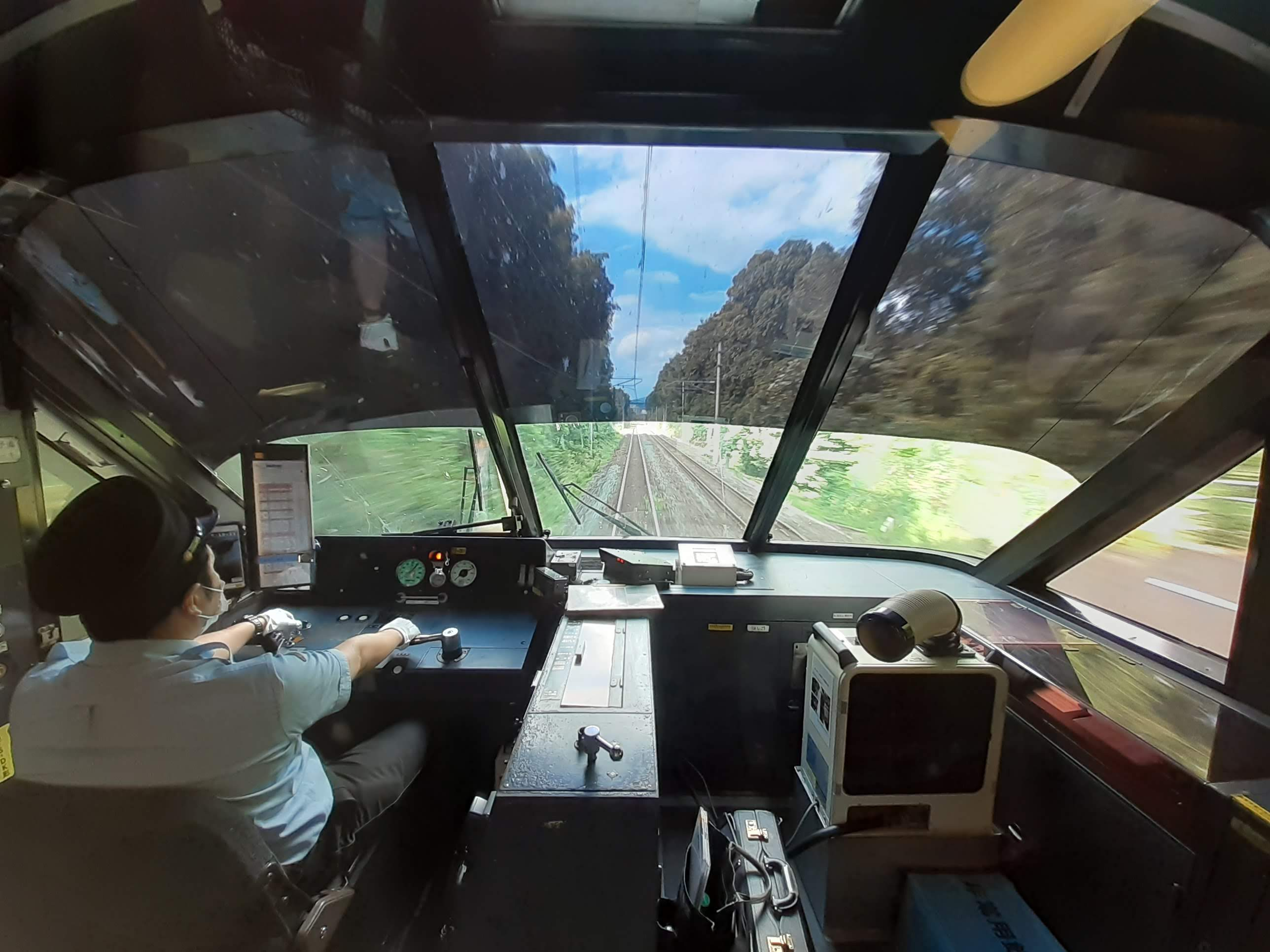
前面展望

前述のように、一つの車両の客室を二分化することで、グリーン席と普通席、指定席と自由席、喫煙席と禁煙席とを必要に応じて柔軟に設定できるようになった。1両を2室に分割したのは、輸送単位の小さい地域での短い編成での運用も想定した為である。なお、分割した客室は下り方がA室、上り方がB室と呼ばれ、車内放送でも「各車両は、A室とB室に分かれています」と案内されている。また、この構造の為揺れの大きい車端部にも座席が設置されている。
グリーン室の座席は、485系クロハ481形で採用された横2列 + 1列の広幅リクライニングシート（2人がけのAB席と通路を挟んで1人がけのC席）を採用し、各座席は1,200 mm 間隔で配置している。肘掛にマルチステレオ設備を備え、座席の背面には液晶テレビを設置している。ただし、2次車以降では肩部の角を切り落とし、客室からの前方視界を向上させている。
グリーン車には、「ハイパーレディ」と呼ばれる女性客室乗務員が1992年6月まで乗務していた。JR九州の初代社長を務めた石井幸孝によると、鉄道庁 (韓国)（現：韓国鉄道公社）との交流で、韓国の看板特急だった『セマウル号』に赤い制服の客室乗務員が乗っていたのを新鮮に感じ、制服の色を含めて真似したようだ。
普通室の座席は、横4列（2 + 2列）のリクライニングシートを960 mm 間隔で配置している。普通車でもフットレストを設け、床面はカーペット敷きとなっている。1988年度製造の2次車からは普通車にもマルチステレオ設備を設けたが、テレビは設置されていない。
また、JR九州の特急形車両として初めて、客室とデッキを仕切る扉の上部にLED式車内案内表示器が設置された。2次車以降では、運転席と客室との仕切上にも設置されている。なお、この系列では「見えるラジオ」を利用したニュース配信には対応していない。
自動放送も本系列で初めて採用された。当初はエンドレステープによる放送であったが、後に現行の放送に変更された。なお、当初の放送では始発直前および終着直前にJR九州社歌『浪漫鉄道』のフルオケ（ハイ・ファイ・セットのボーカル入り。ただし曲順は原曲とは異なる）が流れていた。当初備えられていたテレビ・マルチステレオは、現在は普通室・グリーン室ともにすべて撤去されている（後述）。

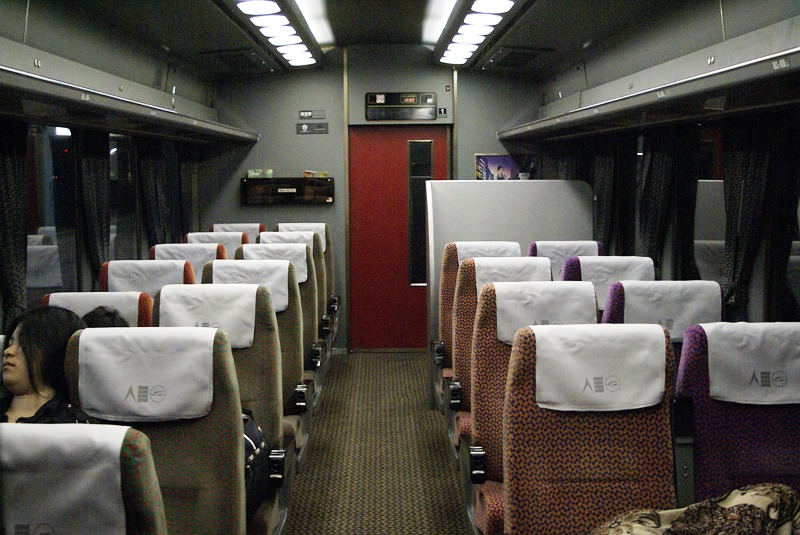
クロハ782-7 車内
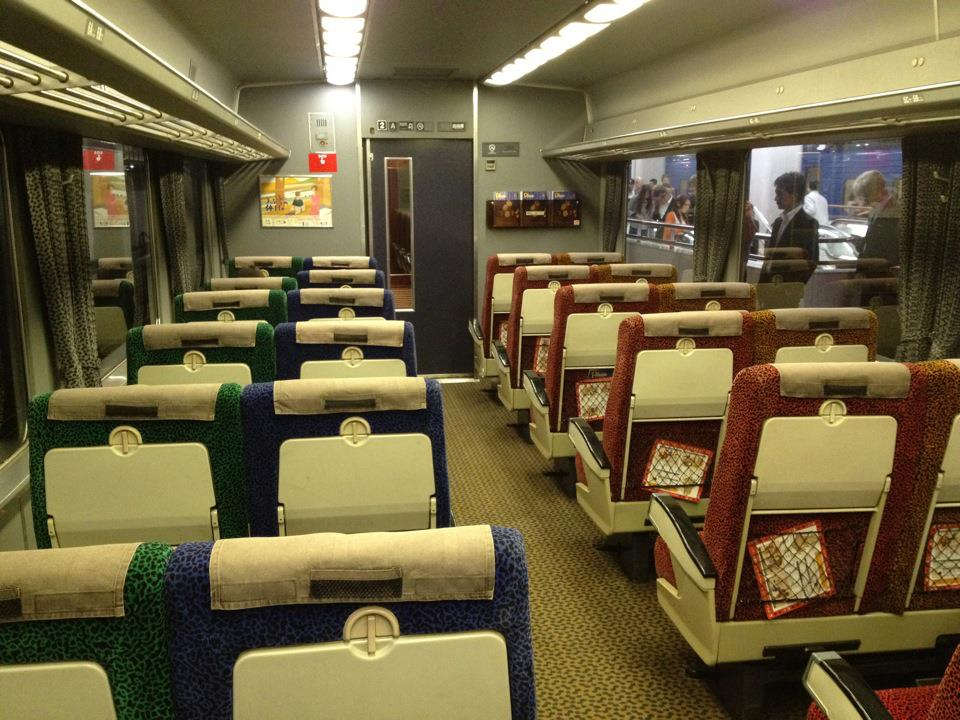
新製時からの座席
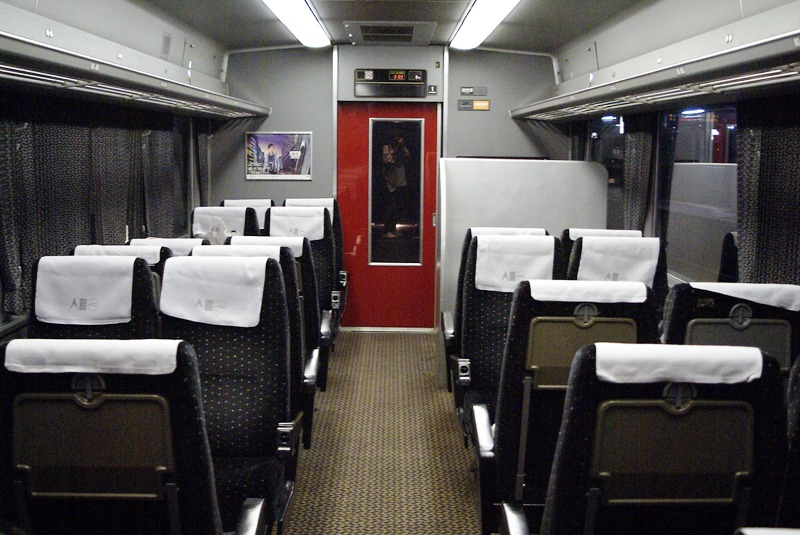
クロハ782-6 485系と同等の座席

### 機器類
台車は、電動車にはDT50Q形を、制御車・付随車にはTR235Q形を採用している。これらは205系電車以来採用されているDT50形・TR235形空気ばね式軽量ボルスタレス台車に、ヨーダンパ追加など若干の設計変更を加えたものである。

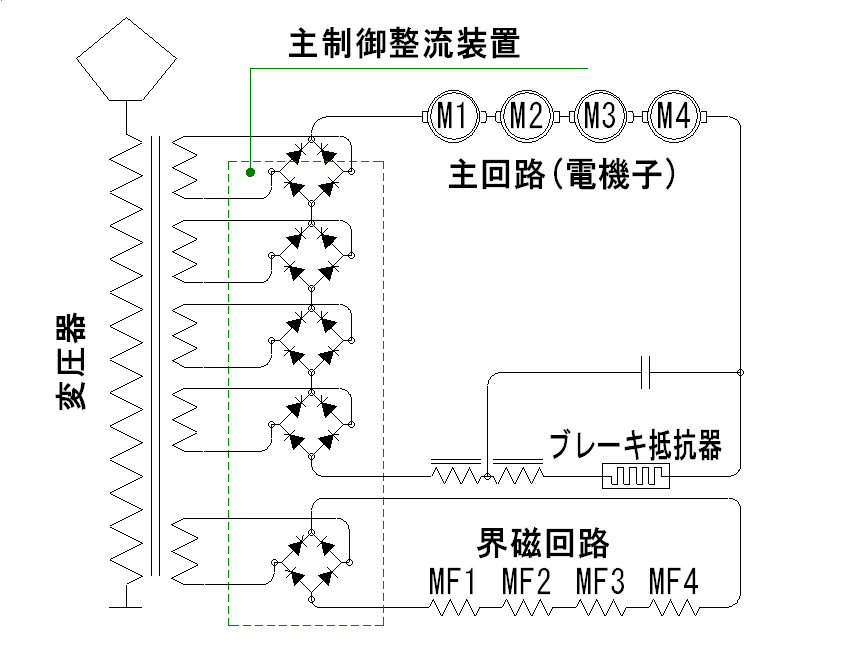
主回路構成。サイリスタ連続位相制御により4個の電動機を制御する。電機子 (M1-M4) 制御用の主回路のほか、界磁 (MF1-MF4) 制御用の回路を別途備えた他励方式で、交流回生ブレーキを可能とする。

電動車は、1両単位で必要な装備をすべて搭載する1M方式を採用した。主回路制御方式としてサイリスタ連続位相制御を用い、1両あたり4個の主電動機（直流整流子電動機）を駆動する。主電動機は当時の電車として一般的な直巻整流子電動機（電機子と界磁が直列）ではなく、界磁を電機子と並列配置した他励方式としている。サイリスタ連続位相制御に使用されている主制御整流装置は、2次側に電機子制御用の主回路用ブリッジ整流回路を4つ（ブリッジすべてがサイリスタで構成されているサイリスタ純ブリッジを採用している）のほか、界磁制御用のブリッジ整流回路を1つ（サイリスタとダイオードで構成されたサイリスタ・ダイオード混合ブリッジを採用している）を備えており、ともに連続位相制御を行なって交流回生ブレーキを可能とする構成である。このシステムは713系電車を基本としたものだが、主制御整流装置の小型軽量化が図られている。
ブレーキシステムには電気指令式ブレーキを採用し、回生ブレーキトルクを制御器内で演算して不足分を空気ブレーキで補う電空協調制御である。ブレーキ性能向上により、JRの在来線用で初めて最高速度130 km/h に対応する車両となった。
消費電力については、415系の約63%（1両あたりの消費電力の理論値で、415系を100とした場合の比率）である。
運転席まわりの機器配置も211系電車に準じている（横軸式マスコンハンドル + 縦軸式ブレーキハンドル：常用7段 + 非常）が、マスコンハンドルはT字形となっている。また、ATS電源を含めすべての表示灯を計器盤左側の多重表示画面に表示するようになっている。ちなみに、1両単位での多重表示画面は9両までの対応であり、10両以上連結した場合は編成単位での表示となる。2018年12月現在、編成単位表示に切替わる定期列車は存在しない。
後日装備として、ATS更新工事の際にATS-DKの表示コンソールが運転台右に取り付けられた。視認しやすいように斜め向きに取り付けられている。

## 形式

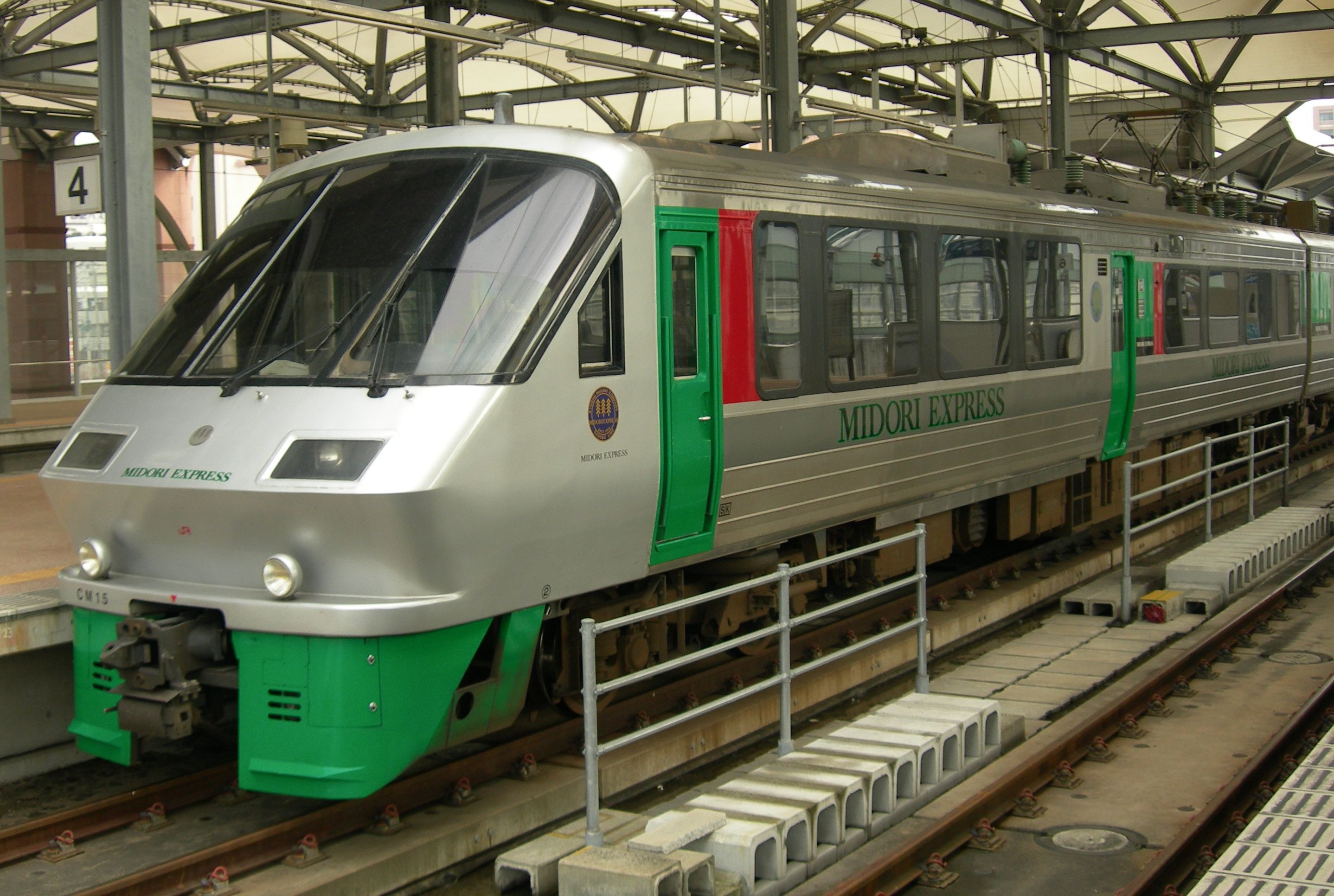
クモハ783形

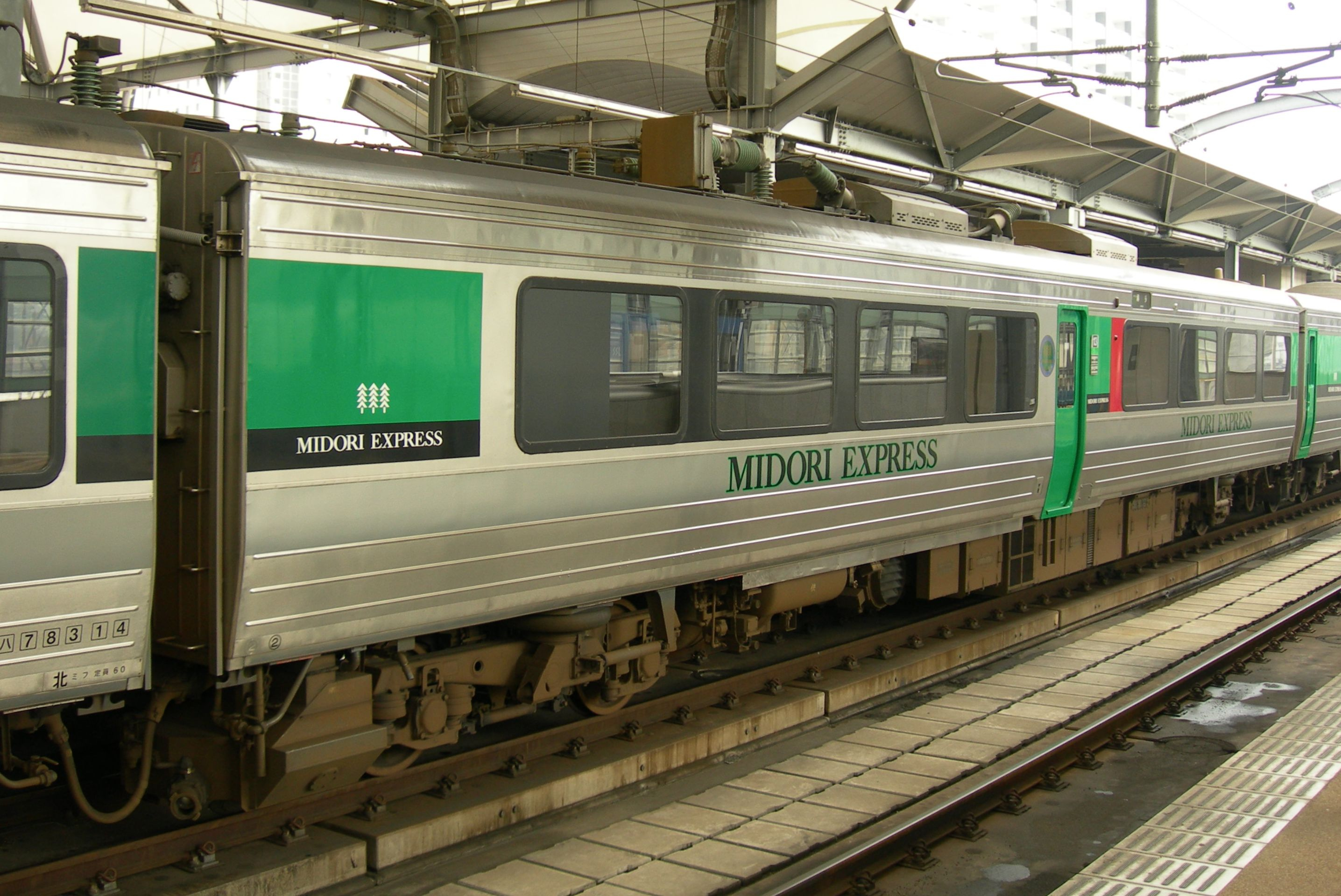
モハ783形100番台

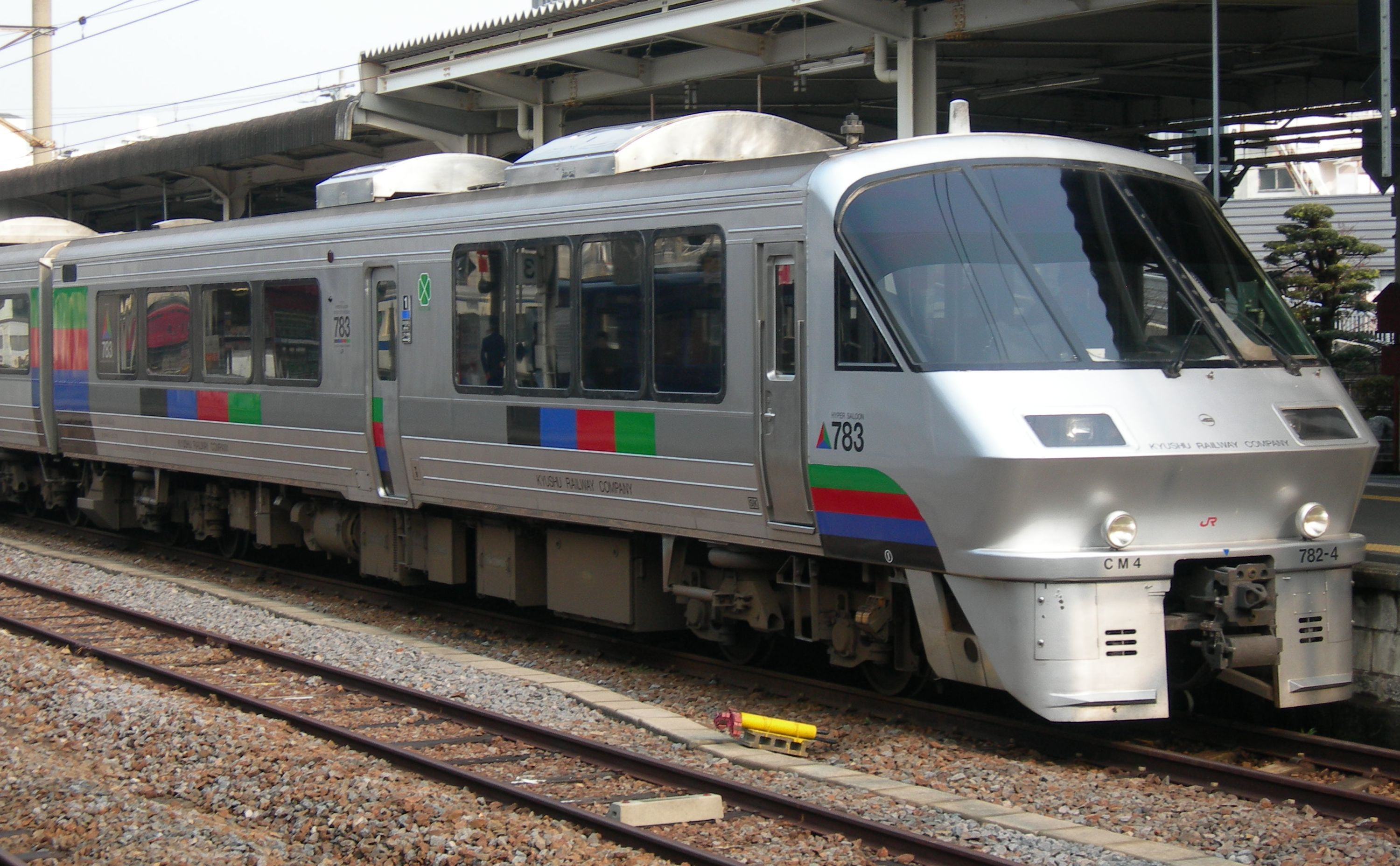
クロハ782形

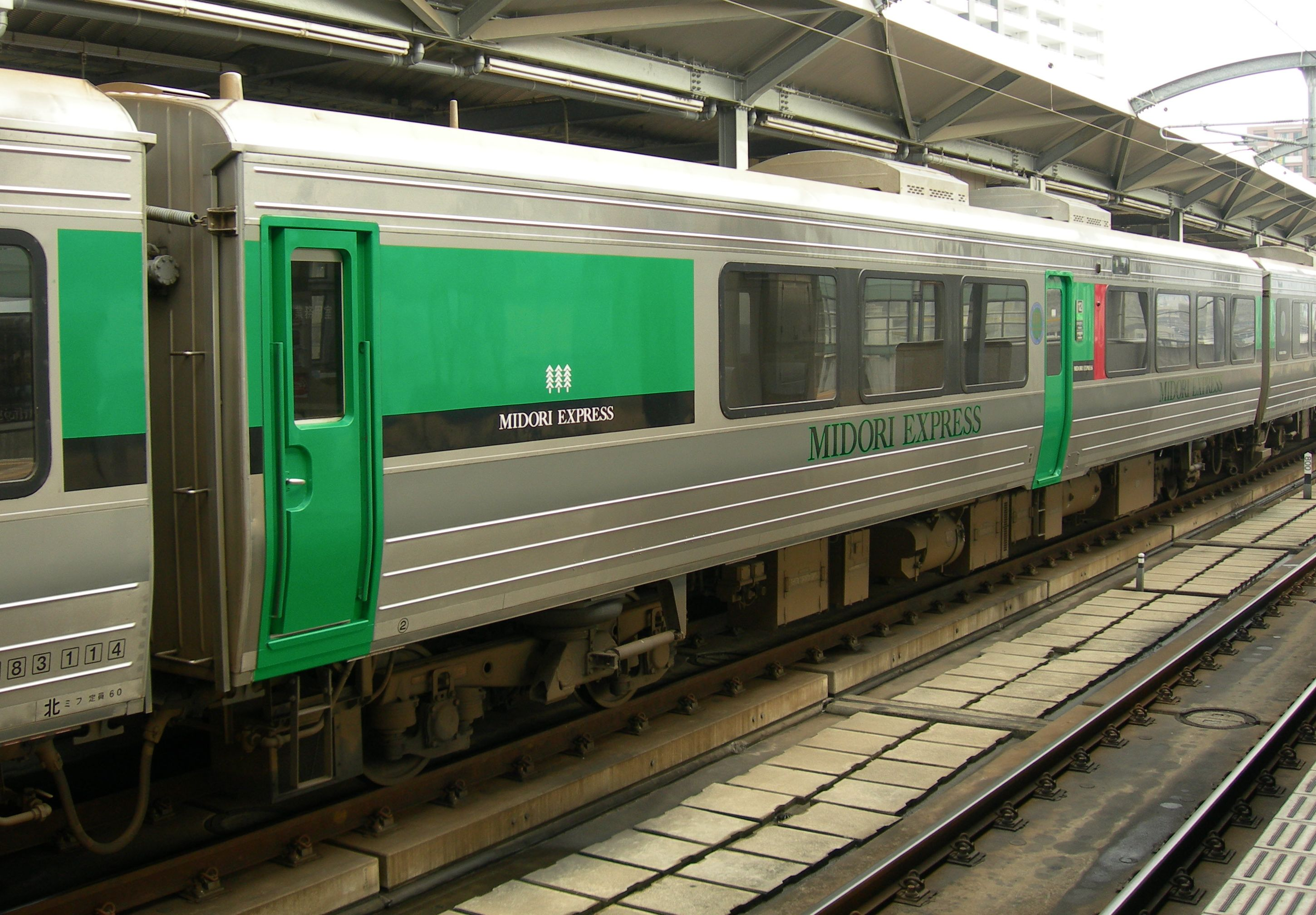
サハ783形200番台

※本項では新製形式・番台区分のみ記す。
クモハ783形 (Mc)
普通席を備える上り方制御電動車。前位側（B室）は座席設置面が20cm嵩上げされ、客用窓が上方向に拡大されている。またトイレ・洗面所は設置されていない。パンタグラフを後位側に、主変圧器を床下に備える。2次車 (8 - 15) では乗降扉後位側に行先表示幕を備えるほか、運転室と客室との仕切部にも車内案内表示器が設置されている。なお、2次車以降の先頭車は側面運転席側の窓のうち、運転席側の先頭側の三角小窓が省略されている（クロ782形、クロハ782形でも同様）。定員60名（A室32名／B室28名）。
モハ783形
普通席を備える中間電動車。
0番台 (M)
トイレ・洗面所は全車の前位側に備え、パンタグラフを前位側に、主変圧器を床下に搭載する。行先表示器は1次車 (1 - 4) ではLED式を前位側、2次車 (5 - ) は字幕式を乗降扉後位側に備える。当初は「かもめ」と、西鹿児島駅を発着する「有明」編成にのみ連結されていた。パンタグラフを撤去し、高圧亘り線を屋根上に設置することで、モハ783系100番台と同等の使用が可能である。定員64名（A／B室とも32名）。
100番台 (M1)
クモハ783形とペアを組む。車両番号は相方のクモハ783形の番号に100を加えたものである。パンタグラフは設置されず準備工事に留まっているが、特高圧電力をクモハ783形からわたり線を経て受電することから主変圧器は装備されており、わたり線を撤去し、パンタグラフを設置することで0番台と同等の使用が可能である。その他の諸元は0番台に同じ。定員64名（A／B室とも32名）。
クロ782形 (T'sc)
グリーン席を備える下り方制御付随車。当初は「かもめ」と、西鹿児島を発着する「有明」編成のみに連結されていた。運転室寄りの客室（A室）の処理は、クモハ783形B室と同等。ただし座席配列に併せ、A／B室ともデッキと客室の仕切扉は若干オフセットされている。後部（B室）にトイレ・洗面所を備える。また行先表示器は1次車ではLED式を後位側、2次車では字幕式を乗降扉後位側に備える。また床下に電動発電機 (MG) および電動空気圧縮機 (CP) も備えている。定員29名（A室12名／B室17名）。
クロハ782形 (T'hsc0)
グリーン席と普通席を備える下り方制御付随車。当初は、熊本駅または水前寺駅を発着する「有明」に連結されていた。運転室寄りの客室（A室）の処理は、クモハ783形B室と同じ。ただし座席配列に併せ、A室のデッキと客室の仕切扉は若干オフセットされている。また行先表示器は1次車ではLED式を後位側、2次車は字幕式を乗降扉後位側に備える。また床下にMGおよびCPも備えている。定員40名（A室12名／B室28名）。
サハ783形
普通席を備える中間付随車。
0番台 (T0)
当初は、西鹿児島駅を発着する「有明」に連結されていたが、1年足らずで熊本駅または水前寺駅を発着する「有明」のみへの連結に変更された。トイレは設置されておらず、同じ場所に飲み物の自動販売機が設置されていた。行先表示器は2次車のうち、6, 7のみ字幕式を乗降扉後位側に備える。また床下にMGおよびCPも備えている。定員64名（A／B室とも32名）。
100番台 (T1)
1989年に、「かもめ」と、西鹿児島駅を発着する「有明」編成用の増結用として製造された。2次車以降しか存在せず、トイレ・洗面所は設置されていない。床下にMGは備えるがCPは備えられていない。字幕式行先表示器を乗降扉後位側に備える。定員68名（A室32名／B室36名）。
200番台 (T2)
1989年に、「有明」（西鹿児島発着分のみ）「かもめ」編成用の増結用として製造された。2次車以降しか存在しない。B室にカフェテリア（供食設備）を備えるが、トイレ・洗面所は備えられていない。字幕式行先表示器を乗降扉後位側に、床下にMGおよびCPを備えている。定員56名（A室32名／B室24名）。

## 改造

### 第1次リニューアル改造
改造前の時点ではつばめ用7両編成×5本、かもめ用青帯車9両編成×3本、有明・にちりん用に4両編成×7本計90両が在籍していた。

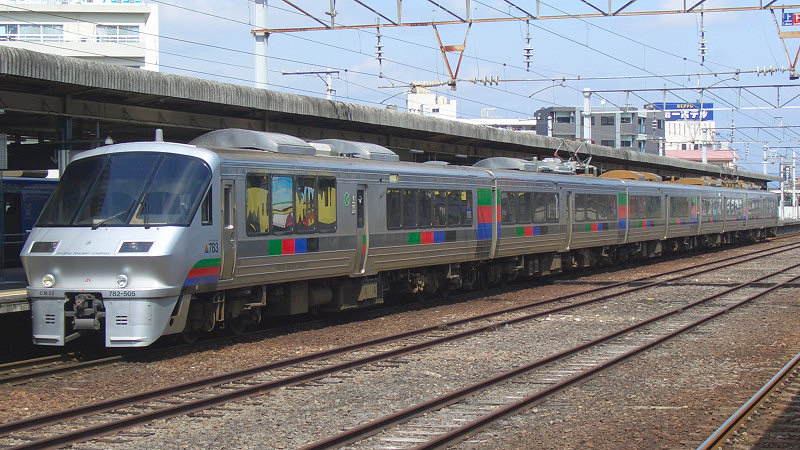
リニューアル後の塗装（2007年　別府駅）

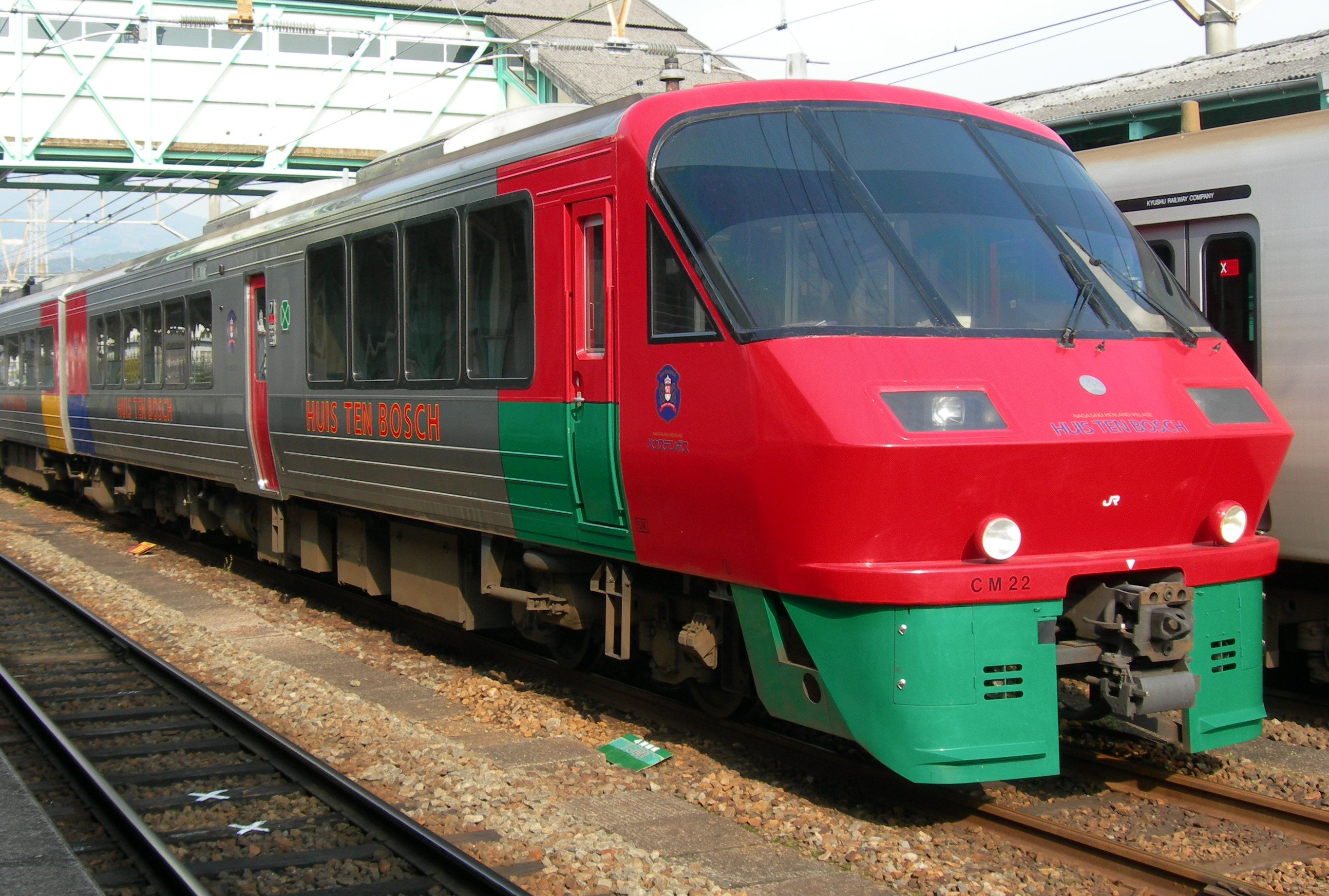
クロハ782形500番台

後に登場した787系との格差を是正するため、1994年（平成6年）から1996年（平成8年）にかけて、以下の改造が行われた。改造はまず「有明」用から行われ、後に「かもめ」用にも行われた。
クロ782形の一部普通室化
クロ782形のB室を普通室化し、同時にトイレ・洗面所を拡大、クロハ782形500番台 (T'hsc5) とした。また、デッキと客室の仕切扉はオフセットされていたことから、11C席は欠番となり、定員は39名（A室12名／B室27名）である。B室の座席と窓割りは一致していない。これに伴い、旧クロ782-1 - 8はクロハ782-501 - 508となった。（原番号に500を加えたもの）
その他の改造は、以下のとおりである。
- 内装材やカラーリングを、787系と同様のもの（客室内：ダークグレー系、クロハ（改造後含む）のデッキ：青系、それ以外のデッキ：シルバー系）に全面変更。
- 共用トイレは男女別とし[12]、洗面所の拡大および[12]、トイレ・洗面所使用灯が増設された。これによりトイレ・洗面所が設置されているモハ783形、クロハ782形は定員が4名減となった。
- サハ783形0番台B室に車内販売準備室の追加[15]。定員4名減。
- フリースペースの追加
- 車体塗装を、銀色と、赤・青・緑・黒の4色のブロックパターンを併用したものに変更
- 旧空調装置のルーバー塞ぎ込み（塞ぎ板のリベット取付による。これが後述の窓ガラス破損事故の原因となる）
- 先頭車の前面下部にフォグランプを[10]、正面中央上部に棒状の尾灯を追設
- 「かもめ」用には乗降扉窓へ「KAMOME」ロゴおよびカモメのイラスト（485系「KAMOME EXPRESS」と同様のもの）が追加された
- 組成変更が行われ、かもめ用6両×8本、有明用5両×7本、波動用中間車7両の陣容になった。

ただし、モハ783-14、18、サハ783-111に対しては外観塗装の変更のみ行われ、内装は登場時の原型を留めている。また、クモハ783-5はリニューアルによる塗装変更の際、塗料の色合わせがうまくいかず、運転室ブロックが金色になっていたが、現在は他車同様銀色になっている。

#### 編成表
1次リニューアル後
| かもめ用 編成番号 | ← 長崎・熊本博多・門司港 → | ← 長崎・熊本博多・門司港 → | ← 長崎・熊本博多・門司港 → | ← 長崎・熊本博多・門司港 → | ← 長崎・熊本博多・門司港 → | ← 長崎・熊本博多・門司港 → |
| かもめ用 編成番号 | クロハ782                  | サハ783                    | モハ783                    | サハ783                    | モハ783                    | クモハ783                  |
| CM1               | 501                        | 101                        | 2                          | 201                        | 105                        | ×5                         |
| CM2               | 502                        | 102                        | 3                          | 202                        | 106                        | ×6                         |
| CM3               | 503                        | 103                        | 5                          | 203                        | 108                        | 8                          |
| CM4               | 504                        | 104                        | 6                          | 204                        | 109                        | 9                          |
| CM5               | 505                        | 105                        | 10                         | 205                        | 110                        | 10                         |
| CM6               | 506                        | 106                        | 16                         | 206                        | 112                        | 12                         |
| CM7               | 507                        | 109                        | 1                          | 207                        | 113                        | 13                         |
| CM8               | 508                        | 108                        | 9                          | 208                        | 114                        | 14                         |
| 増結用            | 更新済→                    | 110                        | 4                          | 107                        | 17                         |                            |
| 増結用            | 未更新車→                  | 塗装変更済                 | 18                         | 111                        | 14                         |                            |

| 有明用 編成番号 | ← 水俣・肥前山口博多 → | ← 水俣・肥前山口博多 → | ← 水俣・肥前山口博多 → | ← 水俣・肥前山口博多 → | ← 水俣・肥前山口博多 → |
| 有明用 編成番号 | クロハ782              | モハ783                | サハ783                | モハ783                | クモハ783              |
| CM10            | 1                      | 7                      | ×1                     | 101                    | ×1                     |
| CM11            | 2                      | 11                     | ×2                     | 102                    | ×2                     |
| CM12            | 3                      | 12                     | ×3                     | 103                    | ×3                     |
| CM13            | 4                      | 19                     | ×4                     | 104                    | ×4                     |
| CM14            | 5                      | 13＞                   | ×5                     | 107                    | ×7                     |
| CM15            | 6                      | 15                     | 6                      | 111                    | 11                     |
| CM16            | 7                      | 8                      | 7                      | 115                    | 15                     |

### 第2次リニューアル改造
2000年（平成12年）3月のダイヤ改正では「かもめ」に885系が投入され、これに伴い「かもめ」に使われていた編成のうち5編成（旧CM2 - 4, 6, 8編成）が「みどり」+「ハウステンボス」用へと転用された。このとき、以下の改造が行われ、中間車の先頭車化改造車も登場した。

#### 中間車の貫通型先頭車化改造
「みどり」「ハウステンボス」を併結する際、両編成間を行き来できるように貫通型先頭車を使用することになったため、サハ783形100番台の後位側8席を撤去し、台枠を残して車体を切断のうえ、817系に似た貫通型運転室ブロックを接合したものである。分割併合時間を短縮するために、電気連結器と自動幌装置が設けられた。また、同時に塗装も変更されたが、営業運転実施中に改造が行われたため、改造が間に合わなかったり、竣工後に別列車で使用されたりしていた。
クロハ782形100番台 (T'hsc1)
「みどり」（CM11 - 15編成）の早岐方先頭車。種車は2室とも普通車であったが、本形式ではA室がグリーン室に改造された。座席には他番台グリーン車と同じものが使用され、内装は明るい木目調に変更されている。ただし、座席設置面の嵩上げはされず、座席と窓割りも一致していない。また、B室にトイレが設置された。
貫通型の前頭部は緑色に塗装される。定員は40名（A室12名／B室28名）。
旧番号：サハ783-101 - 104、110→クロハ782-101 - 104、110（改番なし）
クハ783形100番台 (Tc1)
「ハウステンボス」（CM21 - 25編成）の博多方先頭車。
貫通型の前頭部は黄色に塗装される。改造にあたって方転改造も併施された。定員60名（A室36名／B室24名）。
旧番号：サハ783-105 - 109→クハ783-105 - 109（改番なし）

#### 電動車のパンタグラフ撤去
新製当初は、クモハ783形の隣に連結されていた車両を除いて、モハ783形には菱形パンタグラフが搭載されていたが、「ハウステンボス」編成では電動車同士が隣り合う組成となるため、片方の電動車からパンタグラフを撤去し、もう片方から亘り線引き通しにより給電するよう改造が行われた。
種車はすべてモハ783形0番台で、モハ783形200番台と同300番台の組み合わせとなっており、隣接する電動車間で亘り線を引通している。
モハ783形200番台 (M2)
中間電動車。パンタグラフが残され、亘り線引き通し用の引通し線が新設されている。
旧番号：モハ783-1 - 3、9、11→モハ783-201 - 203、209、211（番号順、原番号+200）
モハ783形300番台 (M3)
中間電動車。パンタグラフが撤去された。隣接する車両から亘り線を引き通すため、引通し線が新設されている。
旧番号：モハ783-4 - 7、16→モハ783-304 - 307、316（番号順、原番号+300）

#### 外装の変更
「みどり」「ハウステンボス」編成全車に対して車体塗装の変更およびエンブレムが取り付けられた。また、「ハウステンボス」は非貫通先頭車の前頭部が赤色に変更された。
ただし、車体塗装の変更は2000年ダイヤ改正の時点では全車に対して完了しておらず、しばらくは旧塗装（現在の標準色）との混成が見られた。なお、この改造は当初4編成（旧CM2, 4, 6, 8編成）に対して行われたが、翌2001年（平成13年）には残る1編成（旧CM3→CM12編成（2代））にも行われた。

#### グリーン室の改装
クロハ782形500番台では同100番台と同様、グリーン室の内装を木目調のものに変更する工事が実施された。

### 第3次リニューアル改造

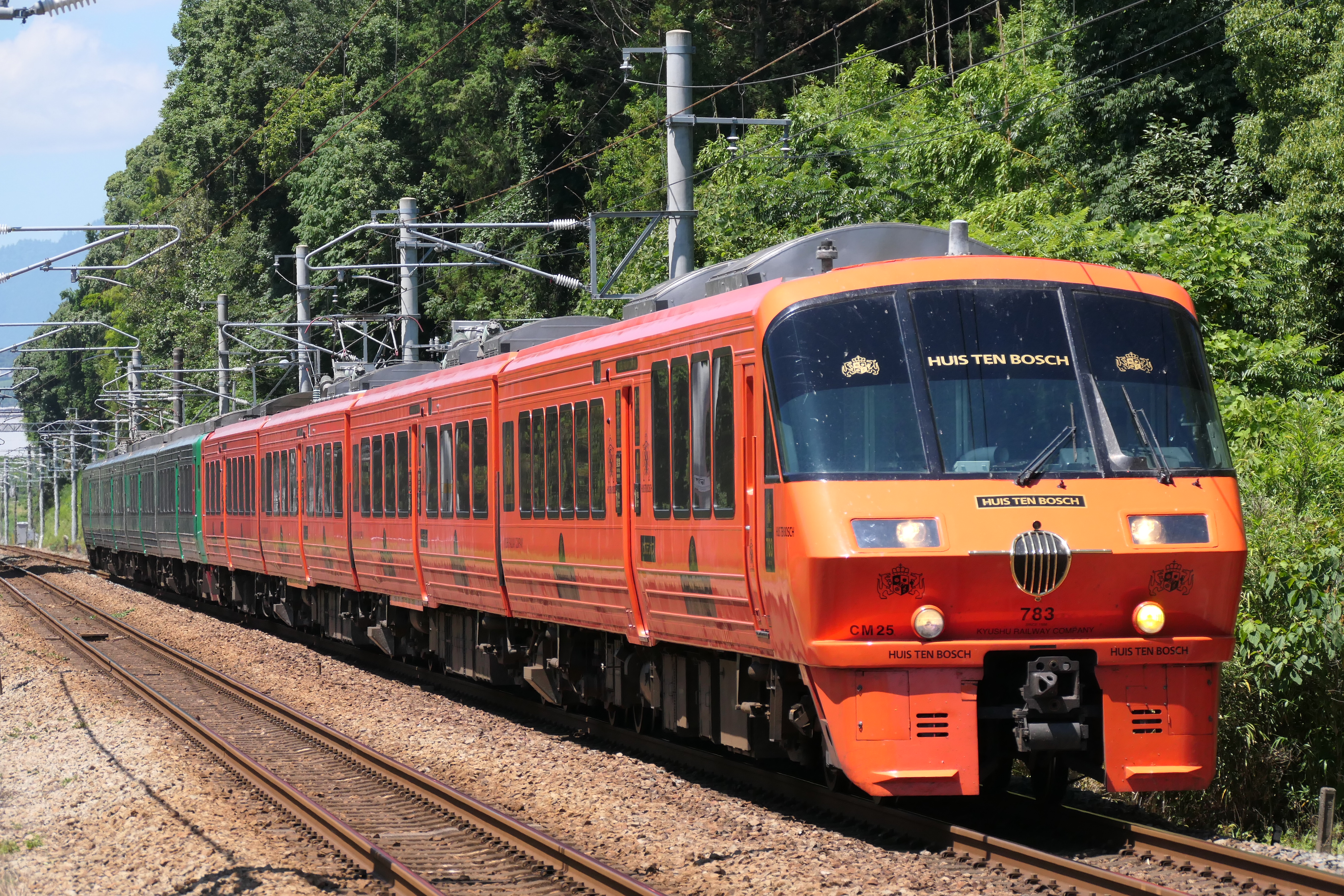
第3次リニューアル改造後の車両（2019年6月）

長崎県佐世保市のテーマパーク「ハウステンボス」が2017年に開園25周年を迎えるのに合わせ、本系列のうち特急「ハウステンボス」用の4両編成5本についてリニューアルを行うものである。
車両の内外装のデザインは水戸岡鋭治が行い、外見はオレンジとゴールドの塗装をベースに車両のロゴマークやエンブレム、ななつ星牽引機にあるようなデザイングリルを設置する予定で内装は車内も刷新し、天井や床は木目調の材質にすることで温かみのある内装に仕上げる。
最初の編成は2017年3月18日より運転を開始し、残りの編成も2018年度中までに順次改造された。

### その他の改造
普通席フットレストの撤去
1993年（平成5年）年末までに実施。
オーディオ・ビデオサービスの廃止・設備撤去
同じく1993年末までにグリーン室・普通室ともに実施。液晶テレビ、オーディオ機器をすべて撤去した。当初は操作盤を板で塞ぎ、グリーン車のテレビ設備の跡にはロゴ入りプレートを埋め込んだ。
空調装置の移設
1993年末までに実施。空調装置はヒートポンプ式で床下に設置されていたが、冷房時の冷却効率が悪かったため屋根上に移設された。このとき取り外された空調装置は50系客車の冷房化に転用された。
フリースペースの設置
2000年ごろに、「にちりん」系統に充当されるクロハ782形 (6, 7, 501, 505, 507) に対して実施された。B室のうち11CDおよび12CD席を撤去してフリースペースとし、定員は36人とされた。ただし、クロハ782-7（→クロハ782-407）は2003年に座席を再び設置し、定員40人に戻された。
座席の取替
2003年（平成15年）ごろより実施。暖房容量の強化を目的に、廃車された485系から発生した座席に取り替えている。
強化形スカート（排障器）への交換
2003年ごろより実施。
停車駅接近予告装置の設置
2004年（平成16年）ごろより、全先頭車に対して実施。チャイムおよび音声は787系以降のものと同じであるが、以下の点でこれらの系列とは異なる。なお、本系列と同種の装置は同時期に485系先頭車にも設置された。
- 停車パターンを、乗務員交代のたびに、テンキーで入力する必要がある（787系以降では、ICカードから停車パターンを読み出し、選択すれば自動的に設定される）。
- 「停車」表示は、追設された「停車」表示灯（路線バスの運転席と同様の表示灯）に表示・点滅される。
- 行き違いのための停車駅や臨時停車駅など、通常客扱いを行わない停車駅では告知されない。

客扉脇のエンブレムおよびルーバー塞ぎ板の撤去および再取付
2005年（平成17年）7月11日、本系列を博多発長崎行き特急「かもめ3号」に運用中に窓ガラスが破損し、乗客6人が負傷する事故が発生した。車両のルーバー塞ぎ板（リベット留め）が脱落し、窓ガラスに当たり破損したと推定されたことから、事故発生当日中に急遽全編成のエンブレム（CM11 - 15, 21 - 25編成のみ）とルーバー塞ぎ板が取り外された。その後2006年（平成18年）3月までに塞ぎ板の再取付が、同年度末までにエンブレムの再取付（ただし、ステッカータイプに変更）が実施された。
流線型先頭車の貫通型改造
2006年3月、不足するみどり編成を補うため、クロハ782-7に対して施工され、車両番号はクロハ782-407 (T'hsc4) に改められた。本区分番台は新規区分であるが、流線型先頭車を貫通型に改造したこと（ゆえに、側面窓ガラスの天地方向寸法やデッキ周りのレイアウトも不変である）、前頭部と車体の色が統一されていないことから、クロハ782-100番台と容易に識別できる。
運転室にスポットクーラー取り付け
2017年5月より、空調設備が整っていなかった流線型の運転室にスポットクーラーが設置された。走行中に窓を開けると客室との仕切り戸に著しい隙間風の音が発生したり、乗務員の熱中症対策が事由である。
前照灯LED化
最後に第3次リニューアル改造を施されたCM24編成のみ前照灯がLEDライトに変わった。

## 沿革
1988年（昭和63年）

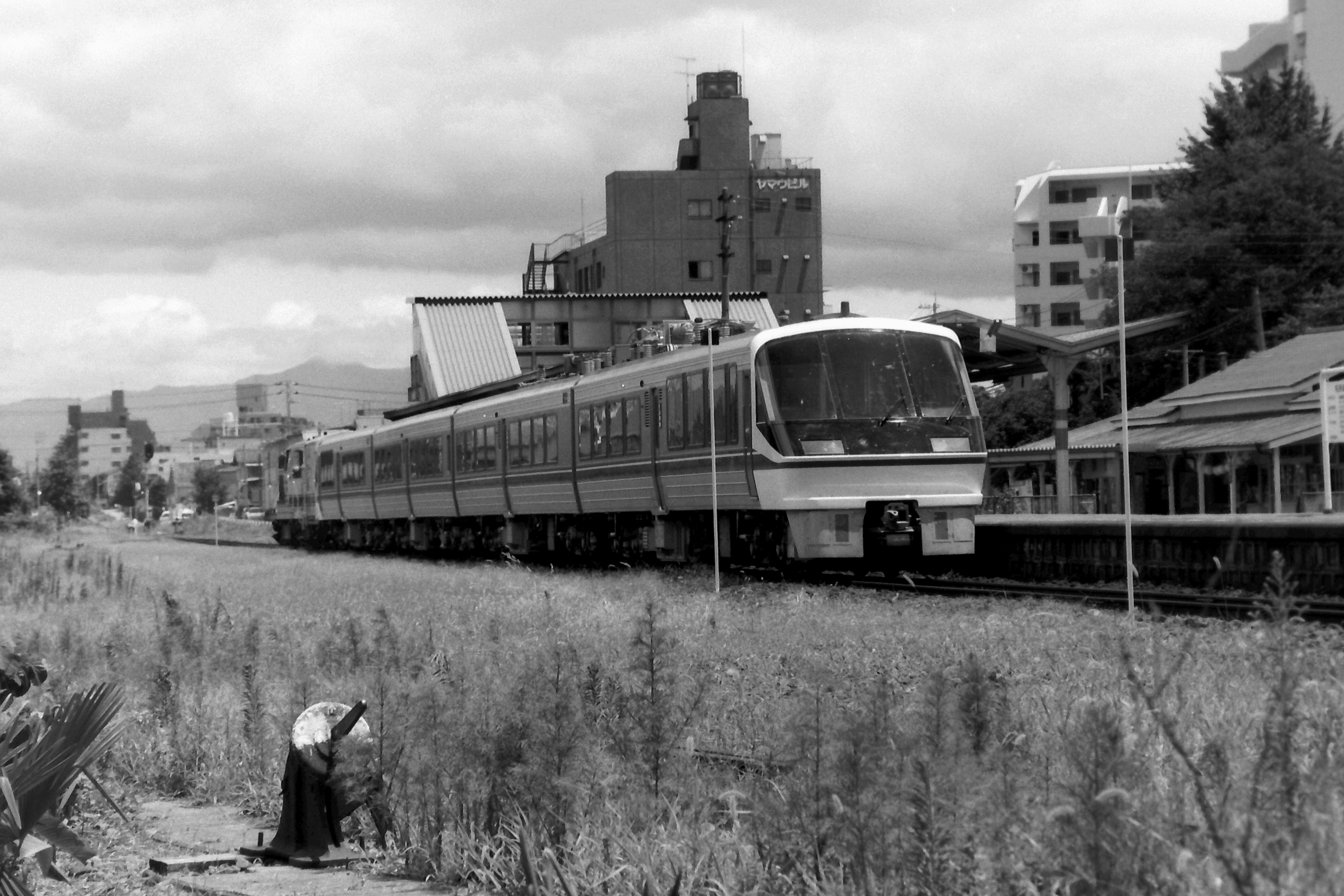
非電化時代にディーゼル機関車牽引で豊肥本線に乗り入れた783系

- 3月13日：ダイヤ改正により、「有明」（博多駅 - 熊本駅・水前寺駅・西鹿児島駅〈現・鹿児島中央駅〉）に投入。編成は5両編成2本、3両編成5本、増結用車両2両2組で、5両編成は博多駅 - 西鹿児島駅間、3両編成は博多駅 - 熊本駅間での運用とされ、5両編成については増結用車両を組み込んだ7両編成での運用が常態化した[26]。このうち西鹿児島発着の速達型列車を「スーパー有明」と称し、その後「スーパー」を冠する列車愛称のさきがけとなった。また、当時は電化されていなかった豊肥本線熊本駅 - 水前寺駅間にDE10形ディーゼル機関車の牽引・推進によって入線していた。豊肥本線に入線する際には、電源車としてヨ8000形（28000番台）も連結していた。これは熊本駅が市街地からやや外れた立地にあり、熊本市の中心部に近い水前寺駅まで直通させることで需要喚起を狙ったもので、豊肥本線内では普通列車扱いだった。

1989年（平成元年）

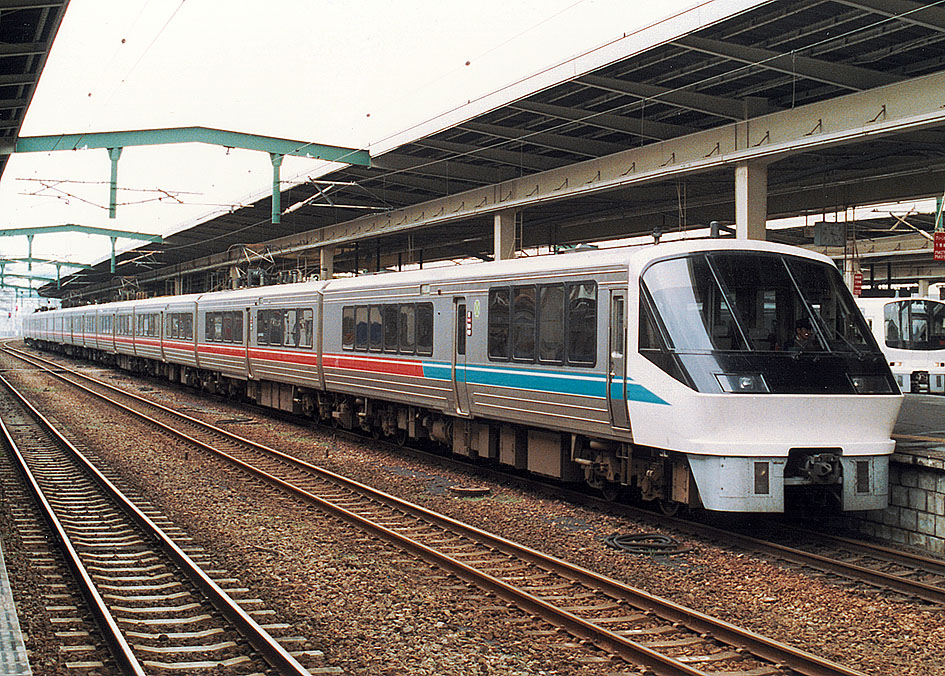
「ハイパーかもめ」（1992年 博多駅）

- 3月11日：ダイヤ改正からの使用開始にあわせて、2次車7両編成2本、9両編成1本、サハ783形5両（0番台1両、100番台およびカフェテリア付きの200番台2両ずつ。いずれも1次車向け）が南福岡電車区に配属された。「有明」での好評を受け、長崎本線特急「かもめ」2往復にも投入された[11]。「かもめ」には9両編成が充当されたが、この編成の先頭車は「有明」用と区別するため、展望席の窓下の赤帯を青帯に変更していた[27]。1次車のサハ783形0番台4両は、当初は7両編成に組み込まれていたが新造された1両とともに3両編成に連結され、4両編成化された[11]。代わりにサハ783-100番台および同200番台を連結（2次車に同区分番台は新造時より連結）。「有明」（西鹿児島発着分）および「かもめ」では、カフェテリア営業を開始した[11]。

1990年（平成2年）
- 3月10日：ダイヤ改正。3次車7両編成2本、9両編成1本、4両編成1本が南福岡電車区に配属され、改正にあわせて使用開始。大分駅以北のみを運転する「にちりん」にも投入された[11]。運用は熊本駅発着の「有明」と共通。一部線区で最高速度130km/h運転を開始。また、同改正で本系列を充当する「有明」「かもめ」「にちりん」は、それぞれ「ハイパー有明」「ハイパーかもめ」「ハイパーにちりん」の列車名で運転するようになり、「スーパー有明」は「ハイパー有明」に吸収される形で廃止された。

1991年（平成3年）
- 3月16日：ダイヤ改正にあわせ、4次車となる6両編成1本が「有明」「にちりん」用として南福岡電車区に配属された。これをもって783系の増備は終了した。

1992年（平成4年）
- 6月：「有明」（西鹿児島発着分）および「かもめ」でのカフェテリア営業が休止された。
- 7月15日：ダイヤ改正により、14往復あった西鹿児島発着の「有明」が「つばめ」に名称変更され、7往復に新製の787系を充当、残り7往復は783系を継続使用。また「ハイパー有明」の呼称が廃止される。

1993年（平成5年）
- 「つばめ」「かもめ」用とも、年間を通して7両編成となる。このとき余剰となった車両は「有明」編成の増結にまわされた。
- 年内に普通室のフットレストおよび全室のオーディオ・テレビ設備の撤去と、冷房装置の改造を実施。

1994年（平成6年）
- 7月1日：ダイヤ改正。
  - 「有明」用の第1次リニューアル工事が完了し、同列車はリニューアル編成（5両編成7本）に車両が統一される（485系および787系は撤退、787系は翌年4月に一部列車に再投入される）。また豊肥本線への乗り入れはいったん終了。
  - 「つばめ」14往復のうち、本系列を使用する列車は3往復となり、リニューアル未施工車両は7両編成から5両編成に組成変更して「にちりん」へ充当されるようになった。
  - 「かもめ」の一部列車に787系が投入されたのに伴い（787系は1996年に一旦撤退する）、「ハイパーかもめ」の呼称が廃止される。

1995年（平成7年）
- 4月20日：ダイヤ改正。
  - 「ドリームつばめ」へ投入。
  - 「にちりん」の一部列車に883系電車が投入されたのに伴い「ハイパーにちりん」の呼称が廃止される。これをもって、列車名の頭に「ハイパー」を冠する列車は消滅した。

1996年（平成8年）
- 3月16日：ダイヤ改正。

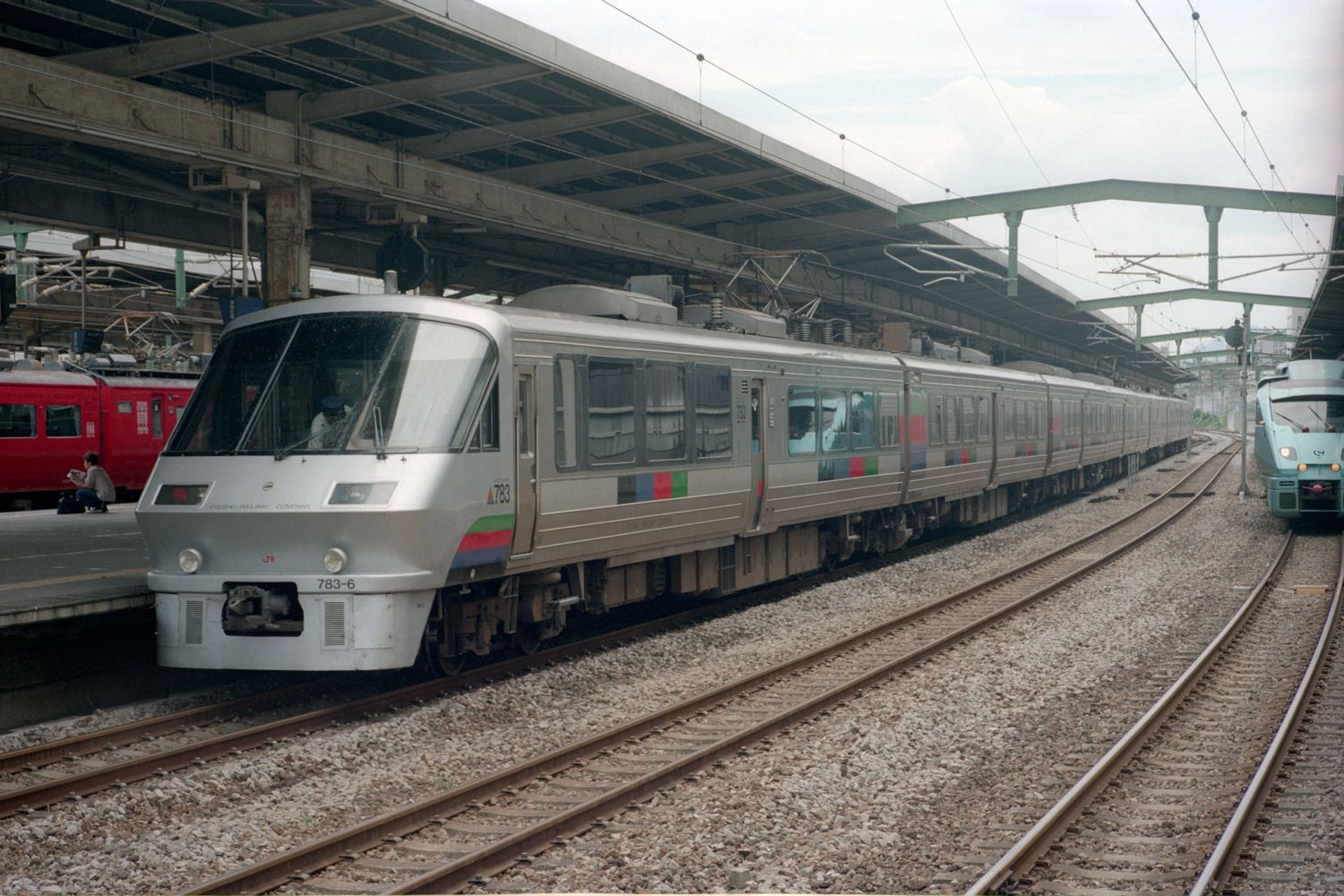
波動用の2両を増結した8両編成の「かもめ」（1999年ごろ 博多駅）

  - 「つばめ」「ドリームつばめ」は全列車787系へ統一され撤退。
  - 「にちりん」での運用も883系の増備により消滅。
  - これらの列車で運用されていた車両は「かもめ」のパターンダイヤ化と増発に転用された。これにより運用列車は「有明」（5両編成7本）「かもめ」（6両編成8本）に集約された。

1999年（平成11年）
- 10月1日：豊肥本線熊本駅-肥後大津駅間の電化に伴い、「有明」の豊肥本線乗り入れを再開。既にこの区間を走る普通列車の本数が十分に確保されていたため、豊肥本線内も全区間特急列車として運転された。

2000年（平成12年）
- 3月11日：ダイヤ改正。
  - 「みどり」「ハウステンボス」「にちりんシーガイア」「ドリームにちりん」の全列車、および「ソニック」の一部列車への運用開始。佐世保線、大村線、日南線、宮崎空港線および日豊本線の大分駅以南での定期運用は初となる。
  - 「有明」は787系への統一によりいったん撤退。「かもめ」には引き続き充当されたが、それまでの単独運転列車への運用から「みどり（・ハウステンボス）」併結列車への運用に改められる（単独運転列車は新たに投入された885系に置き換えられ、併結運転列車は旧「有明」編成を転用した）。
  - この運用変更により編成の大幅な組み換えが行われ、「かもめ」用の4両編成×5本、「みどり」用の4両編成×5本、「ハウステンボス」用の4両編成×4本、日豊本線系統用の5両編成×5本、予備車9両の体制に変更（総車両数は90両で変化なし）。また、日豊本線系統で運用される編成と予備車4両に関しては大分鉄道事業部 大分運輸センター（現・大分鉄道事業部 大分車両センター）に転配された。この時点では第2次リニューアル工事は1編成が未完了で残り（CM12編成）、「みどり」編成は1本だけ下り方先頭車が非貫通であった。
  - また本系列を充当する「みどり」のうち2往復（2024年現在は6往復）では「ハウステンボス」編成を連結して運転したが、当時は下り1本のみ「ハウステンボス」編成を早岐駅で切り離していた。

2001年（平成13年）
- 3月3日：ダイヤ改正。
  - 「きらめき」「にちりん」「ひゅうが」の一部列車での運用開始（「にちりん」には5年ぶりに運用復帰、ただし大分駅以南に乗り入れる「にちりん」としては新規）。「ソニック」は885系の増備により撤退。
  - 大分運輸センターに転出していた車両が全て南福岡電車区に復帰し、再び全車両が南福岡電車区の所属となった。
  - 「みどり」「ハウステンボス」向けの第2次リニューアル工事が終了。「みどり」編成の下り方先頭車は全てが貫通型となり、「ハウステンボス」用4両編成は5本となった。予備車は5両に減少。

2003年（平成15年）
- 3月15日：ダイヤ改正。「ひゅうが」からいったん撤退。宮崎地区での滞泊運用がなくなる。日豊本線系統のうち1編成が4両に減車の上、定期列車では「きらめき」1往復の専用編成の形となる（CM35編成）。

2004年（平成16年）
- 3月13日：ダイヤ改正。「ひゅうが」での運用が再開、宮崎地区での滞泊運用が復活。同時に延岡駅 - 宮崎空港駅間の「さわやかライナー」および宮崎駅 - 宮崎空港駅間での普通列車での運用も開始された。

2006年（平成18年）
- 3月：宮崎空港線開業10周年を記念した記念ステッカーが、CM31・32・34編成各車両の出入台脇に貼付された。
- 9月：「かもめ」編成にモハ783形0番台を連結し5両編成に戻したが、2007年3月までは増結扱いだった。市販の時刻表でも4両編成のまま案内されていた。

2007年（平成19年）
- 3月18日：ダイヤ改正により早岐駅→佐世保駅間の普通列車1本に充当開始（上りの「みどり」への車両送り込みを兼ねる）。またそれまで所定では「きらめき」1往復専業の形だったCM35編成を新たに設定された佐賀駅発着の「かもめ」2往復に充当開始。

2008年（平成20年）
- 3月15日：ダイヤ改正により早岐駅→佐世保駅間の普通列車への運用は終了。

2009年（平成21年）
- 3月14日：ダイヤ改正によりCM35編成は佐賀駅発着の「かもめ」からは撤退し（同列車は783系の「かもめ」編成により運行）、新たに「みどり」1往復について肥前山口駅で増解結する編成として用いられるようになる。

2011年（平成23年）
- 3月12日：ダイヤ改正
  - 「有明」での運用が復活、「きりしま」「かいおう」の一部列車での運用を開始。南宮崎駅 - 鹿児島中央駅間および直方駅 - 吉塚駅間での定期列車運用は初めてで、鳥栖駅 - 熊本駅間は2000年3月に「有明」運用から撤退して以来11年ぶりの定期運用復活となった。
  - 「ドリームにちりん」は列車廃止により運用終了。「かもめ」は787系の投入により佐賀駅発着列車のみでの運用となり（この「かもめ」は「みどり」編成で運転）、「みどり」との併結は終了する。これにより長崎本線の肥前山口駅 - 長崎駅間から撤退。「みどり」には引き続き用いられるが一部は787系での運行となる。またCM35編成は「きらめき」固定運用がなくなり、「みどり」編成と共通運用を組むようになった。これに伴い、「みどり」1往復での肥前山口駅増解結編成は「ハウステンボス」編成に変更。
  - 以上により定期ダイヤでの充当列車は「みどり（・ハウステンボス）」14往復、「にちりん（シーガイア）」4往復、「ひゅうが」3往復、「きらめき」「有明」「かもめ」「きりしま」各2往復、「かいおう」1往復となる。
  - これらの運用変更により、日豊本線系統用の5両編成×5本（旧「かもめ」用編成）、「みどり」用の4両編成×6本、「ハウステンボス」用の4両編成×5本、「有明」「かいおう」などに運用される4両編成×4本（旧「にちりん」用編成からモハ783形0番台を減車、抜かれたモハは予備車へ）、予備車5両の体制に変更（総車両数は90両で変更なし）。

2014年（平成26年）
- 3月15日：ダイヤ改正。
  - 「有明」の熊本駅発着列車が廃止され、鹿児島本線の長洲駅 - 熊本駅間から再度撤退（「有明」での運用も1往復減）。
  - 旧「にちりん」編成（4両）で運転していた「みどり」1往復を、日豊本線系統列車と運用を共通化する形で5両編成に増結。これに伴いCM34編成に予備車のモハ783-15を組み込み5両編成とし、CM1 - 5編成との共通運用とする。CM34編成自体は3年ぶりに日豊本線での定期運用に復帰。

2015年（平成27年）
- 3月14日：ダイヤ改正。
  - 「ハウステンボス」の早岐駅 - ハウステンボス駅間でワンマン運転開始（ただし「みどり」に併結されない列車ではこの区間も引き続き車掌が乗務する）。ドアの開閉については、後にワンマン運転化された日豊本線系統の787系4両編成と同様に、運転士が既存の車掌スイッチを扱う。ただし787系と異なり「ハウステンボス」ではワンマン区間が1駅間のみのため、機器の増設などは行われず自動放送と行き先字幕の改修にとどまっている。

2016年（平成28年）
- 3月26日：ダイヤ改正により佐賀駅発着の「かもめ」のうち1往復を日豊本線系統用編成での運行に変更。また「みどり」の一部列車で行っていた「ハウステンボス」編成の肥前山口駅または早岐駅での増解結を終了し、全列車全編成が佐世保駅まで乗り入れるようになる。

2017年（平成29年）
- 3月4日：ダイヤ改正
  - 従来「みどり」編成＋「ハウステンボス」編成で運転していた長洲駅→吉塚駅間の「有明4号」のうち「ハウステンボス」編成を佐賀駅始発の「かもめ104号」に変更し、鳥栖駅→吉塚駅間で「有明4号・かもめ104号」として併結運転を行う形とする（「かもめ104号」は平日のみ運転のため、実際に併結運転を開始したのは3月6日）。
  - 「にちりん」「ひゅうが」の783系での運用が1往復ずつ減少（787系4両編成に置き換え）。

2018年（平成30年）
- 3月17日：ダイヤ改正
  - 「きらめき」での運用が下り5本（1本は土休日のみ）・上り6本に増加。これまで所定では運用のなかった日豊本線系統用編成も充当される。
  - 「有明」での運用は終了（「かもめ」との併結運転も終了）。これにより鹿児島本線鳥栖駅 - 長洲駅間から再度撤退。
  - 「かもめ」での運用が2往復、「みどり」での運用が1往復減（「かもめ」1往復と「みどり」は787系6両編成に変更、「かもめ」1往復は列車自体廃止）。これにより日豊本線系統用編成は長崎本線での定期運用がなくなる。また「かもめ」での運用は104号の1本のみとなる（「みどり」編成＋「ハウステンボス」編成）。

2020年（令和2年）
- 3月14日：ダイヤ改正
  - 従来博多駅→佐賀駅間での運転だった「かもめ101号」は、博多駅発着時刻が近接していた「きらめき5号」を統合する形で門司港駅始発に変更。これに伴い「かもめ101号」とその折り返しとなる「かもめ108号」(いずれも改正前までは787系7両編成で運行）を783系（旧「にちりん」編成＋日豊本線系統編成の9両編成。ただし土曜・休日は日豊本線系統編成のみで運転）での運行とする。これにより日豊本線系統用編成の長崎本線での定期運用が2年ぶりに復活。
  - 「かもめ104号」を「みどり」編成のみの4両編成での運転に変更する。

2021年（令和3年）
- 3月上旬：CM-3、5編成の2号車のモハ783形を脱車しそれぞれCM-31、32編成に連結。4両編成となった前者は博多口の「きらめき」などに、5両編成となった後者は日豊本線系統で、以下のダイヤ見直しまで運用された。
- 3月13日：ダイヤ改正
  - 「にちりん（シーガイア）」「ひゅうが」「きりしま」での定期運用を787系に統一[注 6]。これにより日豊本線[注 7]から撤退[28][29]。また、日豊本線系統と共通運用を組んでいた「きらめき」「かもめ」も廃止または787系へ変更された。
  - 以上により、本系列の定期列車は「みどり（・ハウステンボス）」13往復、「きらめき」下り1本・上り2本、「かいおう」1往復、「かもめ」（上り1本・平日のみ運転）に縮小し、定期運用は「みどり」編成と「ハウステンボス」編成のみになる。なお「かいおう」は本系列のみでの運転となる。

2022年（令和4年）
- 9月23日：西九州新幹線開業に伴うダイヤ改正に伴い以下のように変更。
  - 「かもめ」は新幹線列車に移行のため在来線特急としては廃止。新たに設定される「かささぎ」のうち102号を本系列（「みどり」編成＋「ハウステンボス」編成）での運行とする。これにより長崎本線江北駅 - 肥前鹿島駅間での定期運用が復活。
  - 「みどり（・ハウステンボス）」での運用が11往復に減少。また「みどり」のうち下り3本・上り4本は「みどり（リレーかもめ）」としての運転になる。なお、この改正で本系列を充当する「みどり」は、「ハウステンボス」を併結するか（早岐駅で分割・併合）、「ハウステンボス」編成を全区間通して連結するかのいずれかの形を必ず取るようになったため、「みどり」編成のみで運転するのは「ハウステンボス」併結列車の早岐駅 - 佐世保駅間のみとなる。
  - 「かいおう」は787系に車種変更のため撤退。これにより筑豊本線・篠栗線での定期運用が消滅。

## 現況
以下は2024年3月16日時点での状況を記す。

### 使用列車

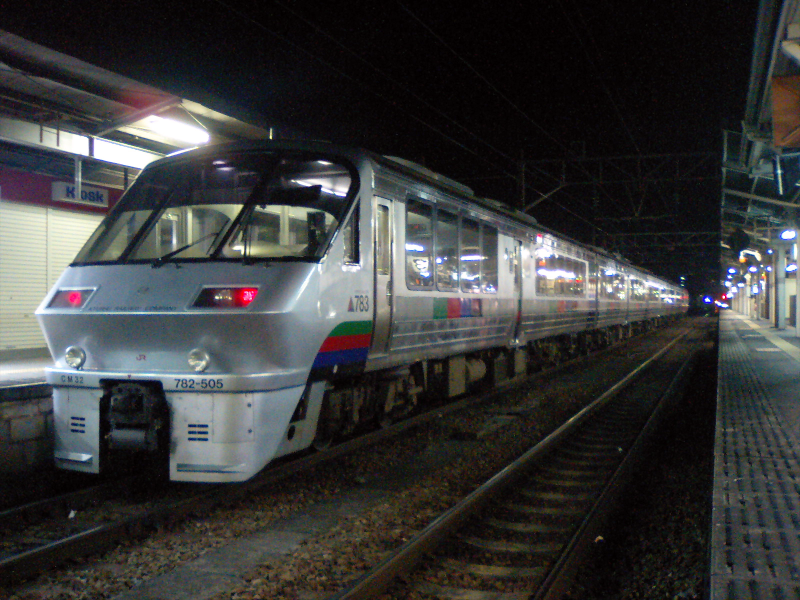
出発を待つ博多行き「ドリームにちりん」
(2009年 大分駅)

現在はすべての車両が南福岡車両区（略号・本ミフ）に所属している。現CM31 - 35編成、モハ783-8・14・18、サハ783-110・111は、2000年3月に大分鉄道事業部大分運輸センターに転出したが、2001年3月に再び南福岡電車区に転入した。その他の車両は新製時以来転属していない。

#### 現在使用されている列車
- 「きらめき」（2001年3月- ）：3・8・10号
- 「みどり」（2000年3月 - ）：2・7・11・15・19・20・24・27・28・31・32・35・39・40・44・47・48・51・52・55・60・62号
  - 2・47・48・51・52・55・60号は「みどり（リレーかもめ）」として運転。
- 「ハウステンボス」（2000年3月 - ）：全列車（但し、臨時運用ではごく稀に787系が使用される場合がある）
  - 特定日運転の48・52号に限り「ハウステンボス（リレーかもめ）」として運転。
- 「かささぎ」（2022年9月 - ）：102号

#### 過去に使用されていた列車
- 「つばめ」（1992年7月 - 1996年3月）
- 「ドリームつばめ」（1995年4月 - 1996年3月）
- 「有明・スーパー有明・ハイパー有明」（1988年3月 - 2000年3月・2011年3月 - 2018年3月）
  - 「スーパー有明」は1988年3月 - 1990年3月に最速達の1往復、「ハイパー有明」は1990年3月 - 1992年7月に本系列充当の全列車の列車名として使用。
- 「かもめ・ハイパーかもめ」（1989年3月 - 2022年9月）
  - 「ハイパーかもめ」は1990年3月 - 1994年6月に、本系列充当の全列車の列車名として使用。
  - 2011年3月以降は佐賀駅発着列車の一部のみに充当されていた。
  - なお、旧「かもめ」の在来線部分を引き継いだ特急「リレーかもめ」の定期列車に本系列が充当されたことはないが、臨時列車の一部に使用される場合がある。
- 「ソニック」（2000年3月 - 2001年3月）
- 「にちりん・ハイパーにちりん」（1990年3月 - 1996年3月・2001年3月 - 2021年3月）
  - 「ハイパーにちりん」は1990年3月 - 1995年4月に、本系列充当の全列車の列車名として使用。
- 「にちりんシーガイア」（2000年3月 - 2021年3月）
- 「ドリームにちりん」（2000年3月 - 2011年3月）
- 「ひゅうが」（2002年3月 - 2003年3月・2004年3月 - 2021年3月）
- 「きりしま」（2011年3月 - 2021年3月）
- 「かいおう」（2011年3月 - 2022年9月）

### 所属編成および運用

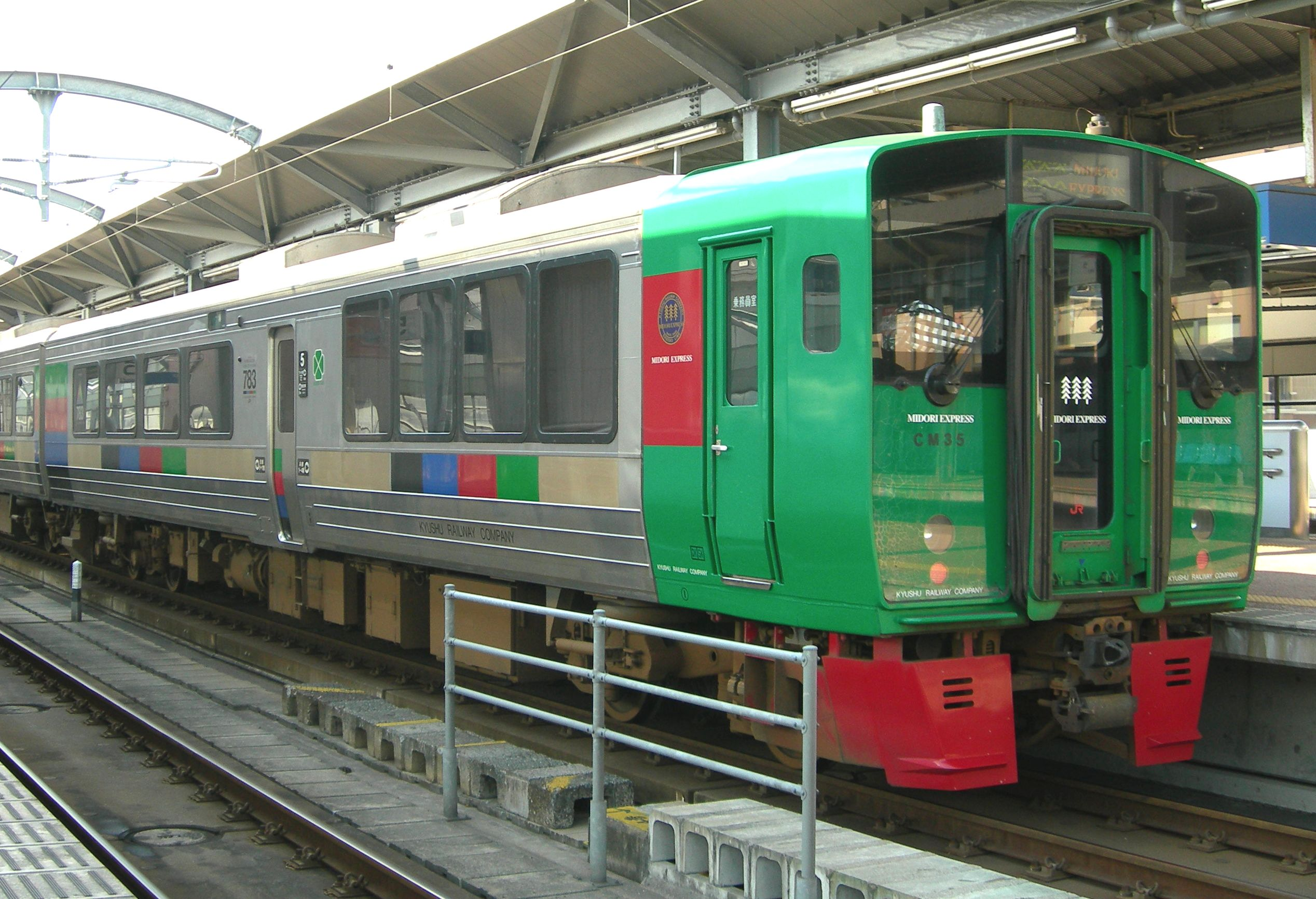
クロハ782-407

編成記号「CM」の「C」は783系を、「M」は南福岡車両区所属を示す記号である（大分所属時は「O」だった）。
2014年以降、CM34編成はCM1 - 5編成、CM35編成はCM11 - 15編成と共通運用となったため、便宜上CM34・35編成はそれぞれのグループに含めて記載する。
車両番号の太字は行先表示器がLED式、×は行先表示器なし、他は字幕式行先表示器、列車方向はすべて博多駅基準
CM1 - 5・34編成
2011年3月まで主に「かもめ」に使用されていたため、「かもめ」編成とも呼ばれていたグループ。
銀塗装に4色のアクセントのついたリニューアル色の5両編成。先頭車はすべて非貫通型。CM34編成は、総定員が本グループ内では若干少なくなっている。
2023年4月時点で4両編成化したCM2・3・5編成が在籍するが、「みどり」に充当されるCM2編成を除き定期運用はない。
登場時はDE10形の牽引・推進により、当時非電化だった豊肥本線に入線していた。
2000年3月 - 2006年9月頃までは、2号車のモハ783形0番台は4編成のみに多客期に限り連結されていた (8・13・14・18) 。ただし組込先は一定でなく、このとき残りの1編成は「かもめ」運用に入らなかった。
CM1編成の2号車のモハ783-20は、2003年7月までは、みどり色のCM13編成の13号車に組み込まれていた、旧モハ783-109である。2006年9月に、新製時に未搭載であったパンタグラフを搭載し、標準色に戻し、エンブレムも撤去したうえで本編成に連結された。2007年に109から20に改番された。ただし、乗降扉周辺はしばらく緑色のままで、他の車両と容易に識別可能であった（その後の塗装変更で扉もリニューアル色となっている）。
2014年3月のダイヤ改正で「みどり」1往復が5両編成化することに伴い、CM34編成に予備車だったモハ783-15を組み込んでCM1 - 5編成と共通運用とした。
2016年3月からは佐賀駅発着の「かもめ」1往復にも充当され、5年ぶりにこのグループの「かもめ」定期運用が復活したが、2018年3月17日のダイヤ改正で「かもめ」「みどり」からは撤退し、代わって「きらめき」での運用が開始された。
2020年3月14日のダイヤ改正で「かもめ101号」が「きらめき5号」を編入し、門司港駅 - 佐賀駅間の通し運転になったことに伴い、2年ぶりにこのグループの「かもめ」定期運用が再度復活した。
この時点で、「きらめき」（1・2・7・10・14号）、「かもめ」（101・108号）、「にちりん」（4・9・12・17号）、「にちりんシーガイア」（7・20号）、「ひゅうが」（1・6・11・14号）、「きりしま」（1・6・13・18号）に運用されていたが、2021年3月13日のダイヤ改正にて、783系での運用が終了し、定期運用を失った。
その後、CM2・3・5編成から2号車のモハを抜かれ、4両編成で「みどり」「ハウステンボス」などの代走に用いられる場合がある。なお、かつて繁忙期には臨時「かもめ」「にちりん」「九十九島みどり」の運用もあった。
内装の1次リニューアルが未施工だったモハ783-14・18は、2016年までに予備車のモハ783-10・12と交換され、14・18はその後廃車となった。また、CM1編成は2021年5月から6月にかけて、モハ783-8・13は2021年7月から8月にかけて廃車された。モハ783-12は2022年2月1日付で廃車されている。CM34編成は2022年6月から7月にかけて、CM4編成は2022年11月に、それぞれ廃車された。CM5編成は2023年8月に廃車され、同年10月11日放送分の「解体キングダム」の提供車両とされ解体が行われた。
| 編成番号 | ← 佐賀・鹿児島中央・宮崎空港門司港 → | ← 佐賀・鹿児島中央・宮崎空港門司港 → | ← 佐賀・鹿児島中央・宮崎空港門司港 → | ← 佐賀・鹿児島中央・宮崎空港門司港 → | ← 佐賀・鹿児島中央・宮崎空港門司港 → |
| 編成番号 | クロハ782                            | モハ783                              | サハ783                              | モハ783                              | クモハ783                            |
| CM1      | 1                                    | 20                                   | ×1                                   | 101                                  | ×1                                   |
| CM2      | 2                                    | (12)                                 | ×2                                   | 102                                  | ×2                                   |
| CM3      | 3                                    | (13)                                 | ×3                                   | 103                                  | ×3                                   |
| CM4      | 4                                    | 10                                   | ×4                                   | 104                                  | ×4                                   |
| CM5      | 5                                    | (8)                                  | ×5                                   | 107                                  | ×7                                   |
| CM34     | 6                                    | 15                                   | 6                                    | 111                                  | 11                                   |

CM11 - 15・35編成
4両編成・みどり色（窓下に「MIDORI EXPRESS」のロゴ、扉付近に緑のアクセント）。
「ハウステンボス」編成を連結する早岐方のクロハ782形が貫通型（緑にスカートが赤）になっている。門司港方のクモハ783形は非貫通型（銀にスカートが緑）である。なお、CM35編成はクロハ782形の運転席部のみみどり色で、他はリニューアル色である。
「きらめき」（3・8号）、「みどり」の本系列を充当する全列車および「かささぎ」（102号）に充当。なお、ごく稀だが「ハウステンボス」に充当されるケースも存在し、「みどり」編成2本で「みどり」「ハウステンボス」や8両編成「みどり」の運用に入ることがある。逆にこの運用が「ハウステンボス」編成2本で運転される場合もあるほか、「みどり」編成が「ハウステンボス」に、「ハウステンボス」編成が「みどり」に充当されるケースも存在する。
「きらめき8号」および「みどり11・15・19・24・27・28・31・32・40・44号」の早岐駅 - 佐世保駅間を除いて「ハウステンボス」編成を早岐方に連結して運用されるため、「きらめき8号」も含めて号車番号は5 - 8号車となっている。
2009年10月31日をもってJR九州は在来線特急列車の車内公衆電話サービスを廃止したが、このグループに関してはCM35編成を除き、もともと電話の設置はなかった。
CM13編成の13号車（現在の7号車）には、モハ783-109が連結されていたが、2003年にモハ783-19が、パンタグラフの撤去などの改造を受けたうえで標準色のまま連結された。2006年10月ごろに標準色のままステッカーエンブレムが貼付され、2007年にモハ783-19からモハ783-116に改番され、外装もみどり色に変更された。
CM35編成は、予備編成のなかった「みどり」編成の増強のため、2006年3月のダイヤ改正に合わせて早岐方の先頭車を非貫通型から貫通型に改造した編成で（改造車の車番はクロハ782-7からクロハ782-407に変更）、クロハ782-407の先頭部は「みどり」編成に準じた塗色とされたがそれ以外はリニューアル色のままである。CM31 - 34編成と同様大分に転出していた時期があり、大分時代は5両編成であったが、南福岡復帰後の2003年3月改正で2号車だったモハ783-8を減車し、4両編成とされた。
2007年3月改正までは「きらめき」（1・10号）専用で、2009年3月改正までは佐賀駅発着の「かもめ」2往復に、2011年3月のダイヤ改正までは「みどり」（27・32号の肥前山口駅増解結編成）および「きらめき」（1・3・14号）に充当された。「みどり」運用に入ることも多く、その場合本来の運用は別の編成が充当されていた。2011年3月のダイヤ改正以降はCM11 - 15編成と共通運用となっている。
CM15編成は、 2022年1月に廃車されている。
| 編成番号 | ← 早岐・肥前鹿島佐世保／門司港 → | ← 早岐・肥前鹿島佐世保／門司港 → | ← 早岐・肥前鹿島佐世保／門司港 → | ← 早岐・肥前鹿島佐世保／門司港 → |
| 編成番号 | クロハ782                        | サハ783                          | モハ783                          | クモハ783                        |
| CM11     | 102                              | 202                              | 106                              | ×6                               |
| CM12     | 110                              | 203                              | 108                              | 8                                |
| CM13     | 104                              | 204                              | 116                              | 9                                |
| CM14     | 101                              | 206                              | 112                              | 12                               |
| CM15     | 103                              | 208                              | 114                              | 14                               |
| CM35     | 407                              | 7                                | 115                              | 15                               |

CM21 - 25編成
4両編成・ハウステンボス色（オレンジ一色）。クロハ782形が非貫通型、クハ783形が貫通型。
「きらめき」（3・10号）、「みどり」（2・7・20・35・39・47・48・51・52・55・60・62号）、「ハウステンボス」全列車および「かささぎ」（102号）に充当。なお「みどり35・39・48・52号」は「ハウステンボス」を併結する場合があり、その際は本編成は「ハウステンボス35・39・48・52号」として運転される。車両の都合上、ごく稀に「ハウステンボス」編成2本で「みどり」「ハウステンボス」や8両編成「みどり」の運用に入ることがある。
「きらめき10号」および「ハウステンボス」の早岐駅 - ハウステンボス駅間以外では「みどり」編成を門司港方に連結して運用される。「みどり」での運用時には途中駅で増解結される場合もあったが、2016年3月26日のダイヤ改正で全列車佐世保駅まで乗り入れるようになった。
2000年に「ハウステンボス」での運用を開始した時点では485系時代のカラーリングを踏襲し、車端部と扉付近に赤と青・黄・緑のアクセント、編成先端はクロハ782形が赤にスカートが緑、クハ783形が黄にスカートが赤のカラーリングであったが、2017年度より順次リニューアルが行われ、2018年度までに全編成が現在のカラーリングとなった。
| 編成番号 | ← ハウステンボス・肥前鹿島佐世保／門司港 → | ← ハウステンボス・肥前鹿島佐世保／門司港 → | ← ハウステンボス・肥前鹿島佐世保／門司港 → | ← ハウステンボス・肥前鹿島佐世保／門司港 → |
| 編成番号 | クロハ782                                  | モハ783                                    | モハ783                                    | クハ783                                    |
| CM21     | 502                                        | 306                                        | 203                                        | 105                                        |
| CM22     | 504                                        | 304                                        | 201                                        | 107                                        |
| CM23     | 506                                        | 316                                        | 209                                        | 106                                        |
| CM24     | 508                                        | 305                                        | 202                                        | 108                                        |
| CM25     | 503                                        | 307                                        | 211                                        | 109                                        |

CM31-33編成
2000年のダイヤ改正によって、日豊本線に投入されたグループ。
2020年時点で4両編成・リニューアル色。先頭車はすべて非貫通型。
2021年3月13日以降、定期運用は存在しない。このダイヤ改正に前後してCM3・5・2編成のモハ783形0番台をそれぞれ組み込んだ。CM31・32編成（CM3・5編成であったモハ783形0番台を含む）は同年6月から9月にかけて廃車されている。またCM2編成であったモハ783形0番台は2022年2月1日付で廃車されており、CM33編成は4両編成となっている。
2011年3月までは2号車にモハ783形0番台を連結した5両編成で運用され、「にちりん」「にちりんシーガイア」「ドリームにちりん」「ひゅうが」および宮崎地区の「さわやかライナー」や宮崎駅・南宮崎駅 - 宮崎空港駅間普通列車に充当されていた。さらに多客期には1編成に関して、クロハ782形とモハ783形の間にサハ783-111を連結し、6両編成で運行されていた。また、大分運輸センターに転出していた時期がある。減車時に抜かれたモハ783形は10・12・17の3両で、サハ783-111共々、増結用として使用されていた。
2011年3月以降、定期運用は朝晩のみで日中には運用がないため臨時列車や「みどり」「ハウステンボス」の代走を務めることもあった。
2020年3月から2021年3月までは平日のみ、「かもめ101・108号」において博多・門司港方にCM1 - 5・34編成を連結していた（土曜・休日はCM1 - 5・34編成が単独で「かもめ101・108号」、CM31 - 33編成が「きらめき93号」として運転していた）。
| 編成番号 | ← 佐賀・中津門司港・直方 → | ← 佐賀・中津門司港・直方 → | ← 佐賀・中津門司港・直方 → | ← 佐賀・中津門司港・直方 → |
| 編成番号 | クロハ782                  | サハ783                    | モハ783                    | クモハ783                  |
| CM31     | 501                        | 201                        | 105                        | ×5                         |
| CM32     | 505                        | 205                        | 110                        | 10                         |
| CM33     | 507                        | 207                        | 113                        | 13                         |

波動用中間車
1次リニューアルにおいて増結車となったサハ783-111、旧「にちりん」編成から減車されたモハ783-17、上述の組み換えにより編成から外されたモハ783-14、18は予備車として南福岡車両区に留置してあったが、老朽化を理由に2016年9月29日から11月30日にかけて、モハ783-17を皮切りに廃車回送が実施された。その後同年12月2日よりモハ783-17の廃車解体が開始され、年内に4両すべてが廃車されている。

### 編成の変遷
1996年3月改正後、旧CM1 - 8編成は｢かもめ｣用、旧CM10 - 16編成は｢有明｣用だったが、2000年3月改正で編成内容は大幅に変更され、概要は以下のとおりとなった。これにあわせて旧CM1、5、7、15、16編成は一部減車の上で増結用予備車4両と共に大分車両センターに転出したが、翌2001年3月改正で南福岡車両区に復帰した。
- 旧CM1, 5, 7編成→旧CO31 - 33編成→現CM31 - 33編成（旧編成に組み込まれていたサハ783-100を外し5両編成化。後にモハ783-0も外し4両編成とされた）
- 旧CM2, 4, 6, 8編成→現CM11+21、13+22、14+23、15+24編成（ただし、旧編成時から引き継いでいるのはクロハ782-500、サハ783-200、モハ783-100、クモハ783のみ。クロハ782-500は「ハウステンボス」編成の下り先頭車、残り3両は下り方からこの順で「みどり」編成の上り方3両である。これにモハ783-0・サハ783-100をそれぞれ2両ずつ、改造の上で組み込んだ）
- 旧CM3編成→旧CM12編成（2代）→現CM12+25編成（同上）
- 旧CM10 - 14編成→現CM1 - 5編成（当初、モハ783-0は外されていたが2006年9月に再度組み込み5両編成に復帰。但しいずれも減車前とは異なる車両を連結している）
- 旧CM15, 16編成→旧CO34, 35編成→現CM34, 35編成（CM35編成は南福岡復帰後、2003年にモハ783-8が外され4両編成とされた）
- 増結用予備車：9両（うち4両は大分に転出、翌年に南福岡に復帰）→5両（2001.3）→6両（2003.3）→1両（2006.9）→5両（2011.3）→4両（2014.3）→0両（2016.12：廃車）